# Голубник

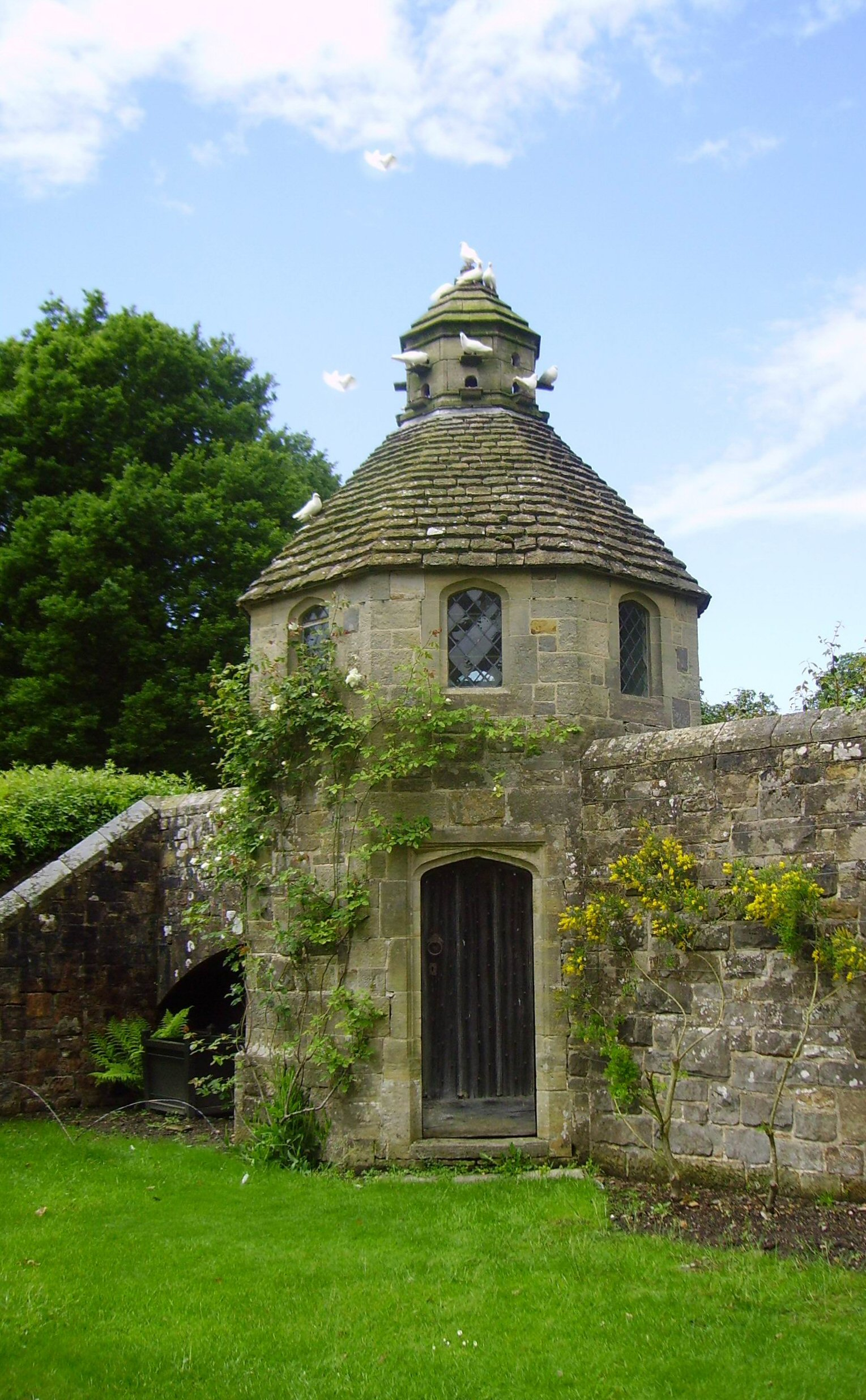
Голуб'ятник у парку Nymans Gardens, Західний Сассекс, Англія

Голубни́к (розм. голуб'я́тник, голуб'я́тня) — це приміщення, яке будується для утримування в ньому голубів. Голуб'ятники можуть бути відокремленими будівлями квадратної чи круглої форми, або можуть бути прибудованими з одного боку дому або клуні, стайні, стодоли тощо. Вони зазвичай обладнані спеціальними нішами в стінах, в яких птахи і несуть яйця та висиджують пташенят. Історично склалося, що голуби та їхні різновиди — були важливим джерелом їжі у Західній Європі, тому їх утримували в першу чергу заради їхніх яєць, м'яса а також посліду. У Шотландії традиційного ставлення до голубів дотримуються і в наш час у сучасних міських поселеннях.

## Історія та географія
У деяких культурах, особливо — у Середньовічній Європі — бути власником голуб'ятника — вважалося символом високого статусу та влади, а тому такий привілей підлягав регулюванню законом. Лише знатні особи, аристократи — мали доступ до цього особливого привілею, відомого тоді під назвою droit de colombier («право голубника»). Багато стародавніх маєтків у Франції та Великій Британії мають голуб'ятник (стоїть і досі, або ж від нього залишилися лише руїни) в частині якоїсь додаткової прибудови, або ж у прилеглих полях. До таких маєтків належать Шато де Кержан (Château de Kerjean) у Бретані (Франція), Ушен (Франція), Бодисґеллен Голл в Уельсі, а також замки Мачалз та Ньюарк у Шотландії.
Найстаршими вважаються укріплені голуб'ятники Верхнього Єгипту, а також куполоподібні голуб'ятні Ірану. В посушливих регіонах був великий попит на голубиний послід, тому його збирали на спеціальні, рівномірно очищені косички.

### Колумбарії у Стародавньому Римі

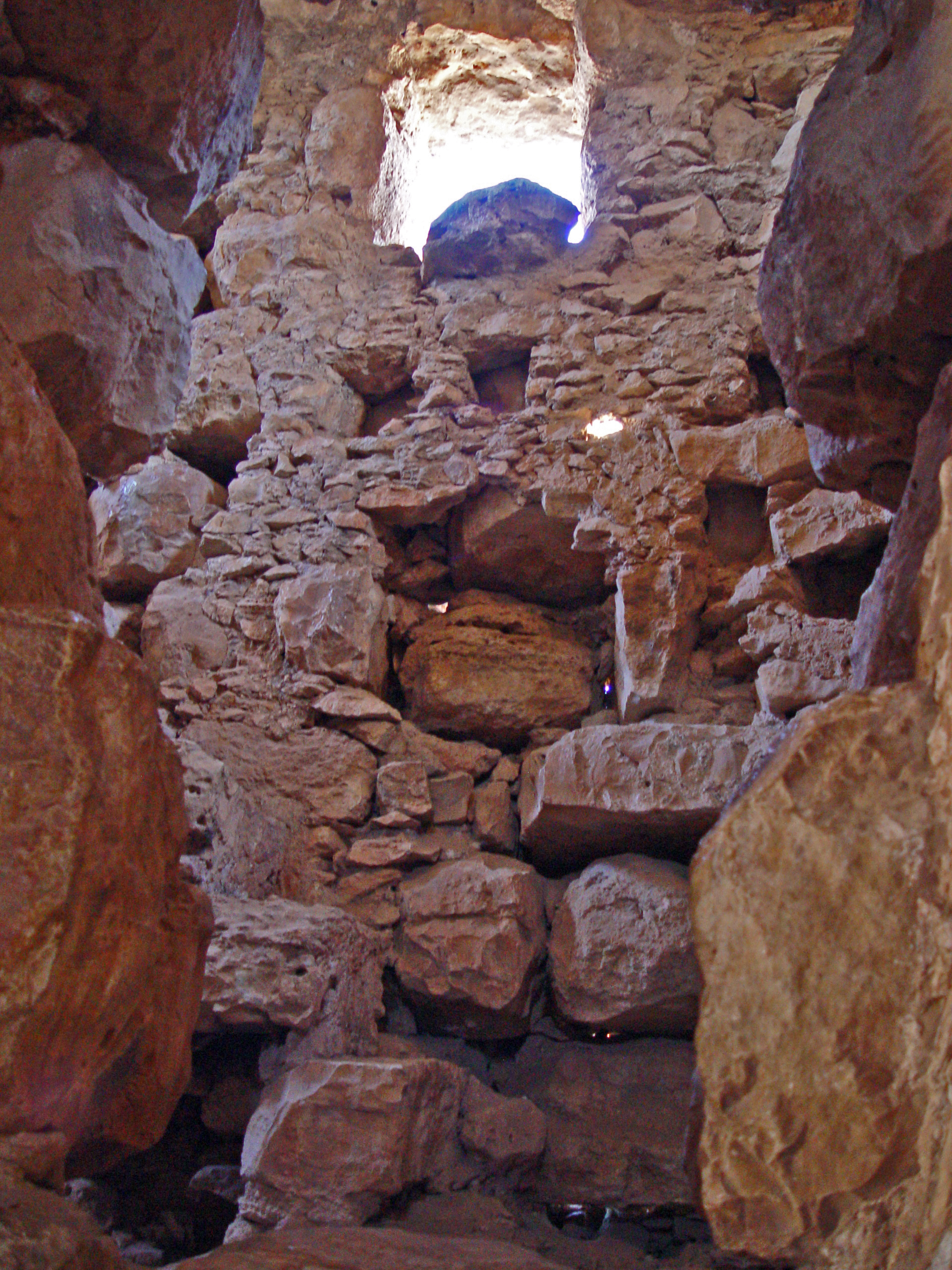
Колумбарій у Римському мавзолеї III століття, у Мазорі (Ізраїль).

Наявність голубників на території Франції до Римського вторгнення у Галлію під проводом Цезаря — не є підтвердженою. Вирощування голубів було пристрастю аристократії Рима на той час: римський колумбарій, зазвичай круглий, мав внутрішні стінки покриті шаром порошку із мармуру. Варро, Колумелла та Пліній Старший написали твори на тематику голубиного господарства та конструкції голубників. У місті Римі в часи Республіки та Імперії — дизайн інтер'єру стінок голуб'ятників був адаптований з метою посмертного зберігання в них урн із прахом людей, тіла яких були спалені у крематоріях. Такі колумбарії зазвичай будувалися під землею.

### Франція
Французьким словом, яке означає «голубник» є pigeonnier, або colombier. У деяких французьких провінціях, особливо — у Нормандії, голубники виготовляли з дерева у дуже стилізований спосіб. Іншим популярним для цих старовинних голубників будівельним матеріалом був камінь. Такі кам'яні будівлі зазвичай зводилися у округлій, прямокутній, а іноді — навіть шестикутній формі. Деякі з середньовічних французьких абатств мали на своїх землях дуже великі кам'яні голубники.
У Бретані голубники іноді зводилися прямо на верхівці стін фермерського будинку чи садиби. У рідкісних випадках їх будували на верхній галереї оглядової вежі (так було, наприклад, у випадку із маєтком Toul-an-Gollet у Плезіді, Бретань). Голубники такого типу у французькій мові носять назву tour-fuie.
Навіть деякі з більших шато-фортець (château-forts), таких як Шато де Сусіньйо у Морбіані, і досі мають повноцінний голубник, розміщений на землях шато поза межами фортечного рову та стін замку.

#### Colombier'и та pigeonnier'и у середньовічній Франції

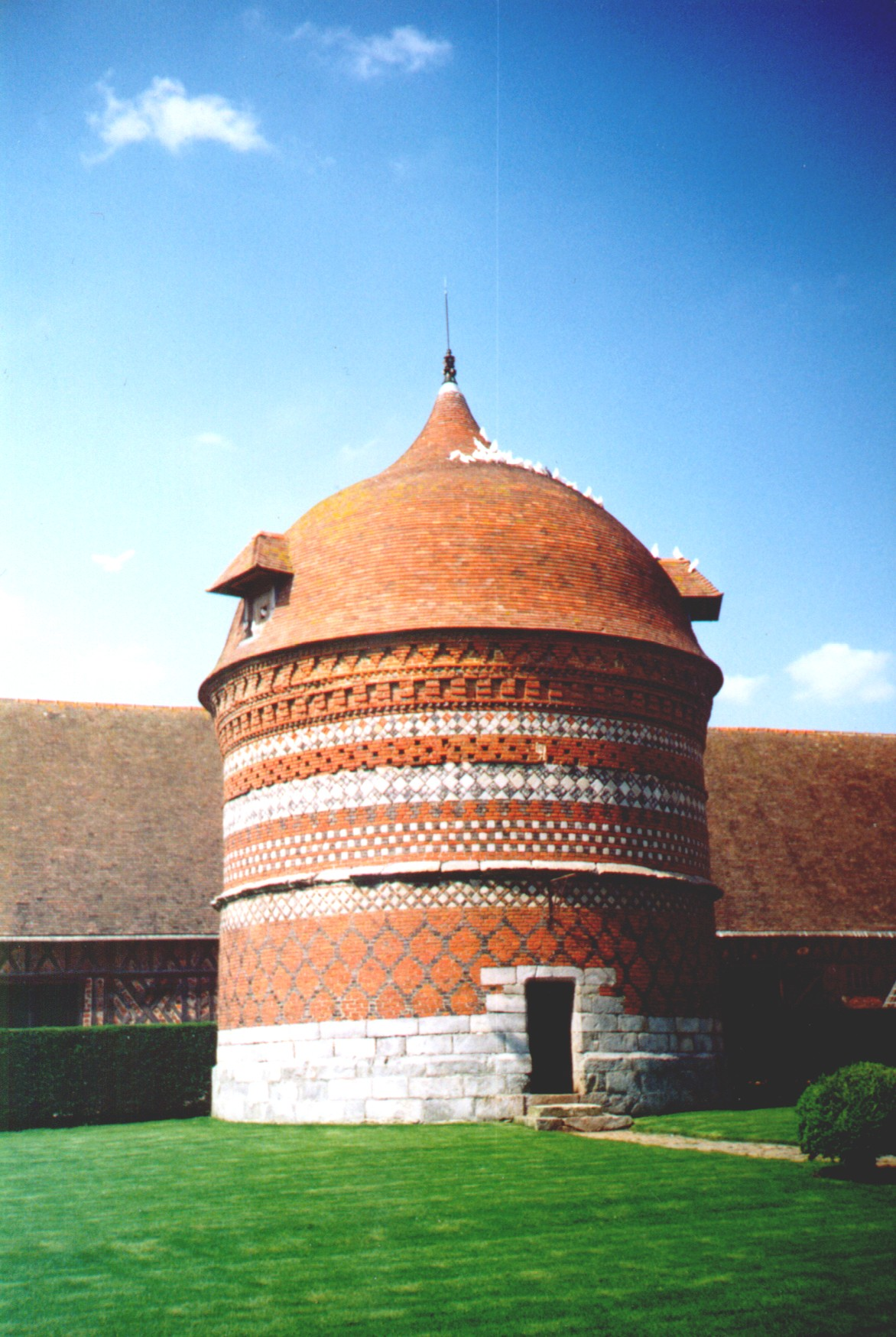
Голуб'ятня (colombier) на території маєтку Manoir d'Ango біля Дьєпа.

У Франції голубники позначалися словами colombier, або fuie, починаючи із XIII століття, і словом pigeonnier — до XIX століття.
Інтер'єр голубника, простір який призначається для голубів — ділиться на певну кількість голубиних ніш (boulins). Кожна така ніша — це гніздо для пари голубів. Вони можуть бути виготовлені з каменя, цегли, або брили вапняку, і встановлюються або під час будівництва голуб'ятника, або пізніше, при чому вони можуть зберігатися як керамічні вироби (у вигляді глечиків, плоских плиток тощо) у плетених контейнерах форми кошика чи гнізда. Саме кількість таких ніш і визначає місткість голуб'ятника. Голуб'ятник у шато d'Aulnay із його 2000 ніш, а також у Port-d'Envaux із його 2400 ніш із запеченого ґрунту — належать до найбільших у Франції.
У Середньовіччя, особливо у Франції, власність colombier à pied (голубника на землі, до якого можна дістатися пішо — тобто, без потреби видиратися куди-небудь нагору), збудованого окремо від corps de logis (основного корпусу) особняка (такий голубник був заповнений нішами зверху донизу), була привілеєм феодального лорда. Він отримував дозвіл на будівництво одного чи двох голуб'ятників на землях свого маєтку від свого сюзерена. Що ж до інших конструкцій, то закони щодо голуб'ятників (droit de colombier) варіювалися залежно від провінцій. Їх будівництво мало бути пропорційним до важливості власності, а будували його поверхом вище над курником, псарнею, пекарнею, і навіть над винним погребом. В загальному пташники вбудовувалися у стайні, сараї чи клуні, і на них дозволялося відводити не більш ніж 2.5 гектарів орної землі.
І хоча вони й ставали джерелом якісного добрива (відомого під назвою colombine), голуби лорда частенько сприймалися навколишніми селянами-фермерами як шкідники, особливо під час посіву. У численних регіонах (у Франції), де право на власність голуб'ятника утримувалося виключно за особами зі знатних родів (Бретань, Нормандія), у сувоях зі скаргами часто можна було знайти формальні запити на ліквідацію цього привілею та прийняття закону про його анулювання, який врешті був таки ратифікований у Франції 4 серпня 1789 року.

### Італія
Голубники були включені у конструкцію декількох вілл авторства архітектора Андреа Палладіо. Як невід'ємна частина Світової спадщини ЮНЕСКО («Віченца та Палладіанські вілли Венеції»), голубники, такі як ті, що знаходяться на Віллі Барбаро, користуються високим рівнем захисту.

### Нідерланди та Бельгія

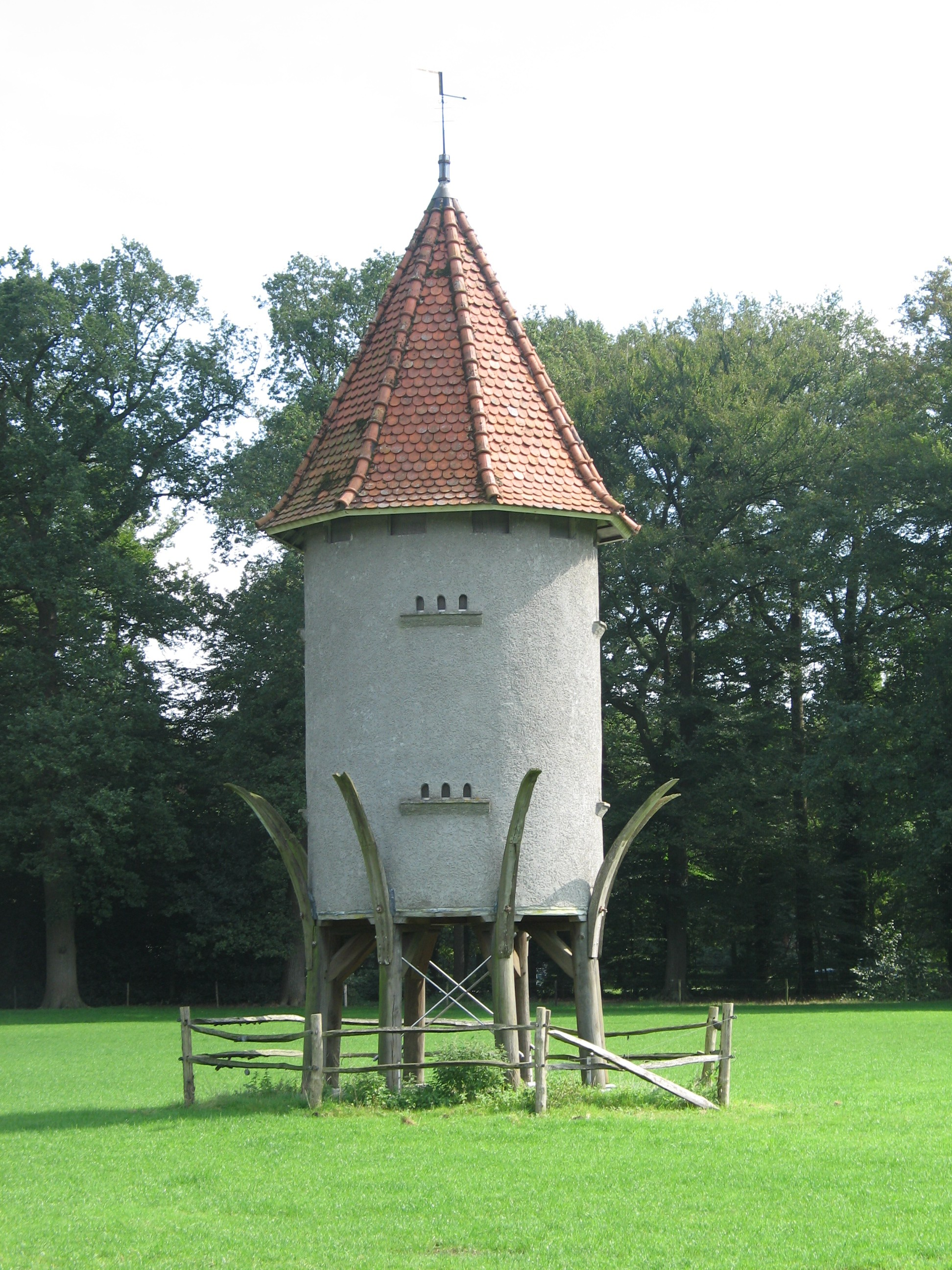
Стара голуб'ятня у Дорні, Нідерланди

Голубники у Бельгії асоціюються здебільшого із голубиними перегонами. Вони обладнані спеціальними пристосуваннями, такими як двері-пастки, які дозволяють голубам влітати всередину, але не дають їм вилетіти. Фламандською «голуб'ятник» записується як duivenkot.

### Трансильванія
У народу секеїв у Трансильванії здавна існує традиція вбудовувати голуб'ятники у їхні відомі на весь світ брами. Ці хитро вирізьблені дерев'яні конструкції містять велику арку із решітчастими дверима, призначену для пропускання карет та возів (хоча сьогодні, очевидно, через ці ворота подорожують на легкових автомобілях та вантажівках), а також меншу арку зі схожими дверима — для пішоходів. Вздовж верхівки таких воріт розміщений голуб'ятник із 6-12 гніздових ніш для голубів та з дахом, зробленим із дерев'яної дранки або плит.

### Велика Британія
Римляни, імовірно, могли зарекомендувати свої голубники чи колумбарії британцям, оскільки голубині ніші були знайдені в руїнах римських будівель у Кервенті. Однак вважається, що на території Великої Британії вирощування та утримування голубів було не надто розповсюдженим, а значно активізувалося вже після Нормандського вторгнення. Імовірно, перші випадки використання голуб'ятників траплялися ще в римський період, однак немає жодного достовірного прикладу з тих часів. Традиційна точка зору висловлює здогадку, що практика будівництва голубників була завезена норманами. Найдавніші відомі приклади голубівництва походять із Норманських замків XII століття (наприклад, Рочестерський замок, що у Кенті, де гніздові ніші можна побачити у донжоні), а документальні згадки теж починаються із XII століття. Найдавнішим наземним голуб'ятником Англії із чітко визначеною датою, який дожив до нашого часу, є голубник, збудований 1326 року у Ґарвеї, Герефордшир. Уельська назва colomendy перетворилася на назву місця (так само і у Корнуолі: colomen + ty = голубиний дім). Голубник англійською — dovecote (іноді doocote), або pigeon house.

#### Шотландія
Перші голубники, побудовані у Шотландії, мали форму осиного гнізда — були круглі в основі та звужувалися догори, де закінчувалися куполоподібним дахом із круглим отвором на верхівці. Наприкінці XIV століття такий тип голубника був витіснений «трибунним» типом — прямокутною будівлею із односхилим дахом, який при будівництві нахиляють під досить різким кутом із необхідного боку. Фантазійський голубник — це незвичний приклад «осиного гнізда» із односхилим дахом, а Фінавонський голуб'ятник трибунного типу є найбільшим голуб'ятником у Шотландії, із 2400 гніздовими нішами. Голуб'ятники будувалися аж до XVIII століття у все більш декоративних формах, а потім враз потреба в них відпала, хоча їх подекуди продовжили вбудовувати у сільськогосподарські будівлі як орнаментальну особливість. Проте XX століття побачило відродження будівництва голубників, яке проводилося голубівниками — любителями голубів, і таємничі вежі, оповиті чорними чи зеленими кольорами, пофарбовані під колір іржі, і досі можна надибати в пустищах поблизу житлових масивів у Глазго чи Единбурзі.

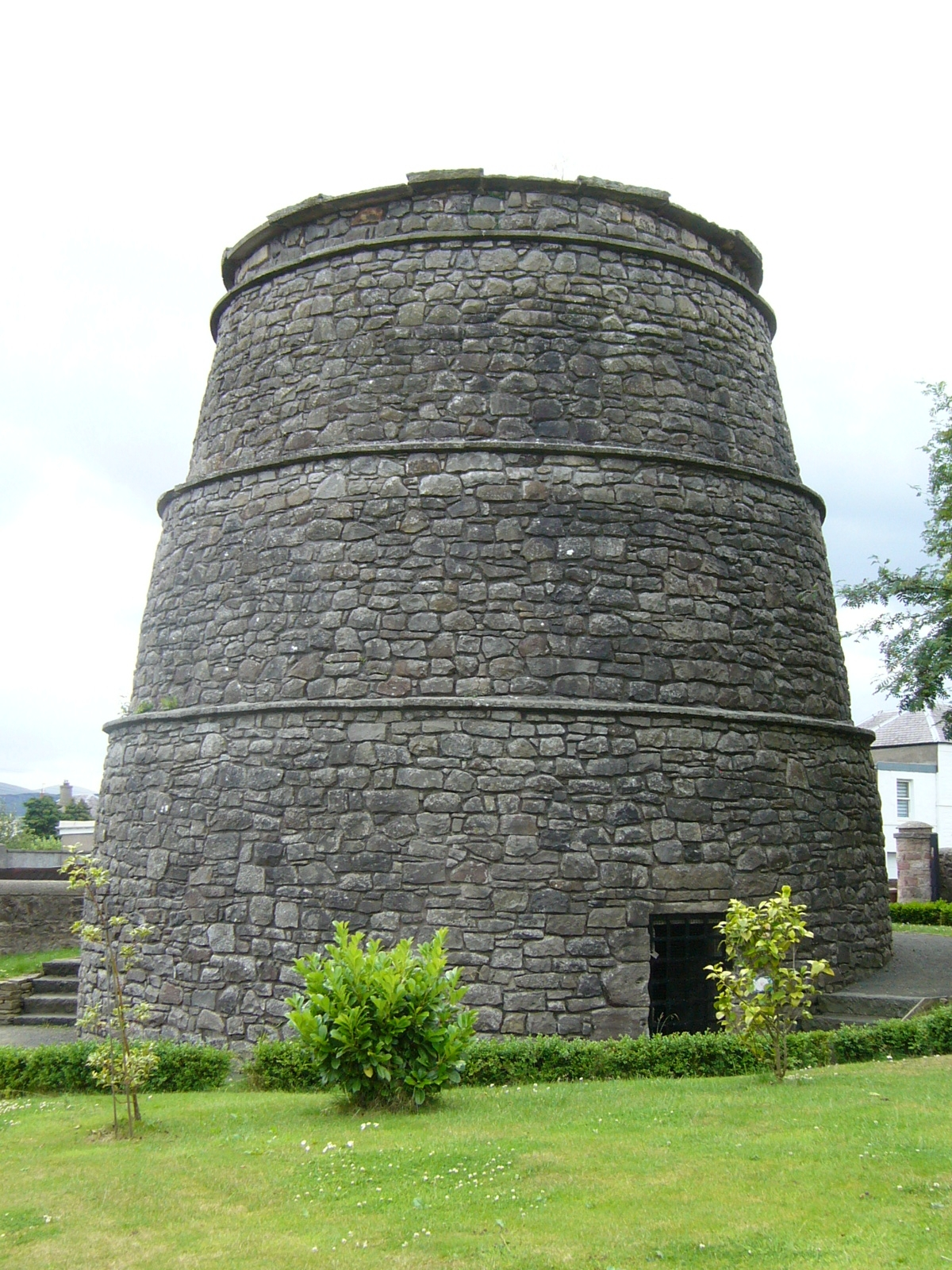
Замковий голуб'ятник у Корсторфіні, Единбург (XVI ст.)
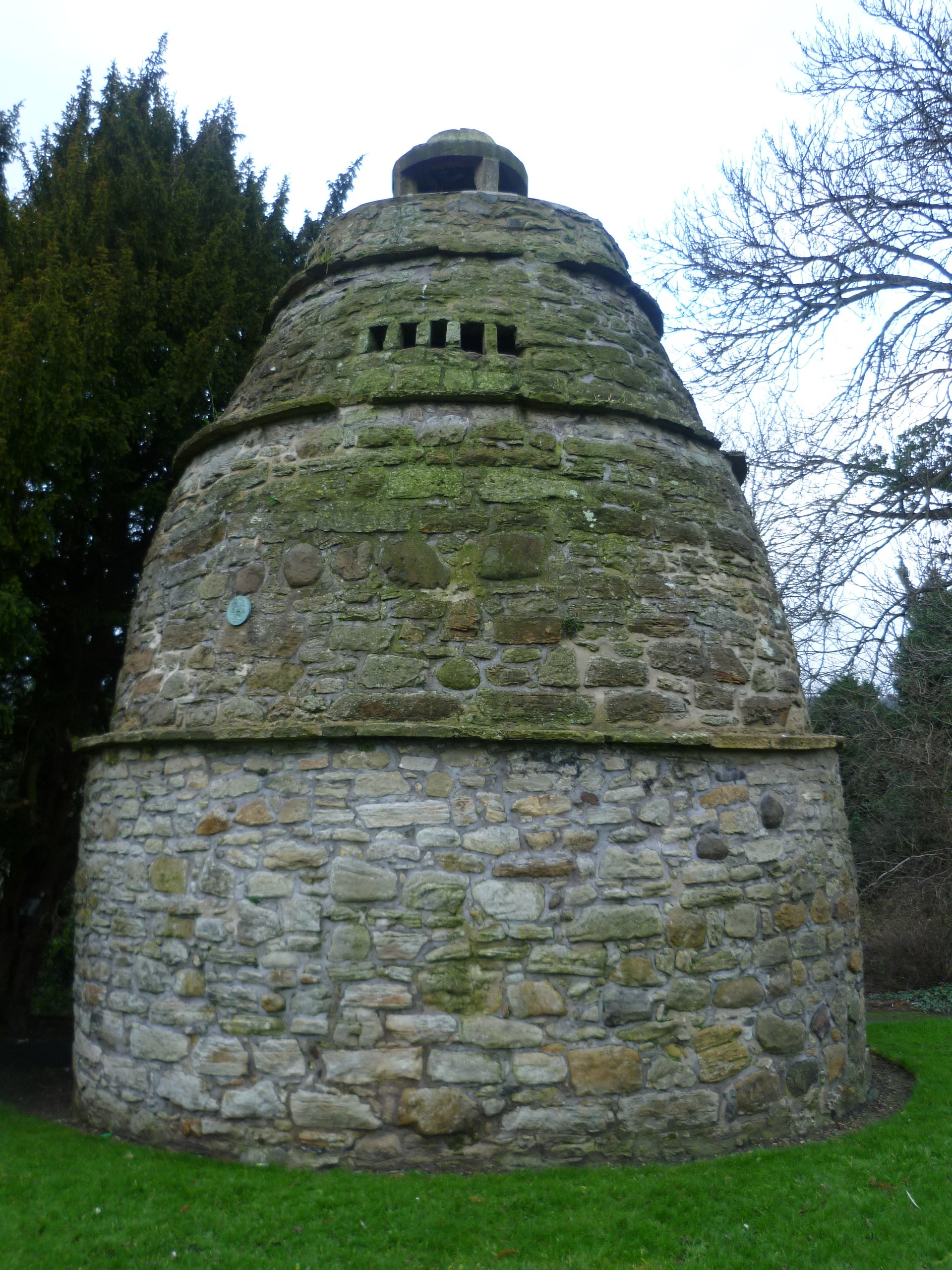
Голубник у формі осиного гнізда, Лінлітгоу, Шотландія
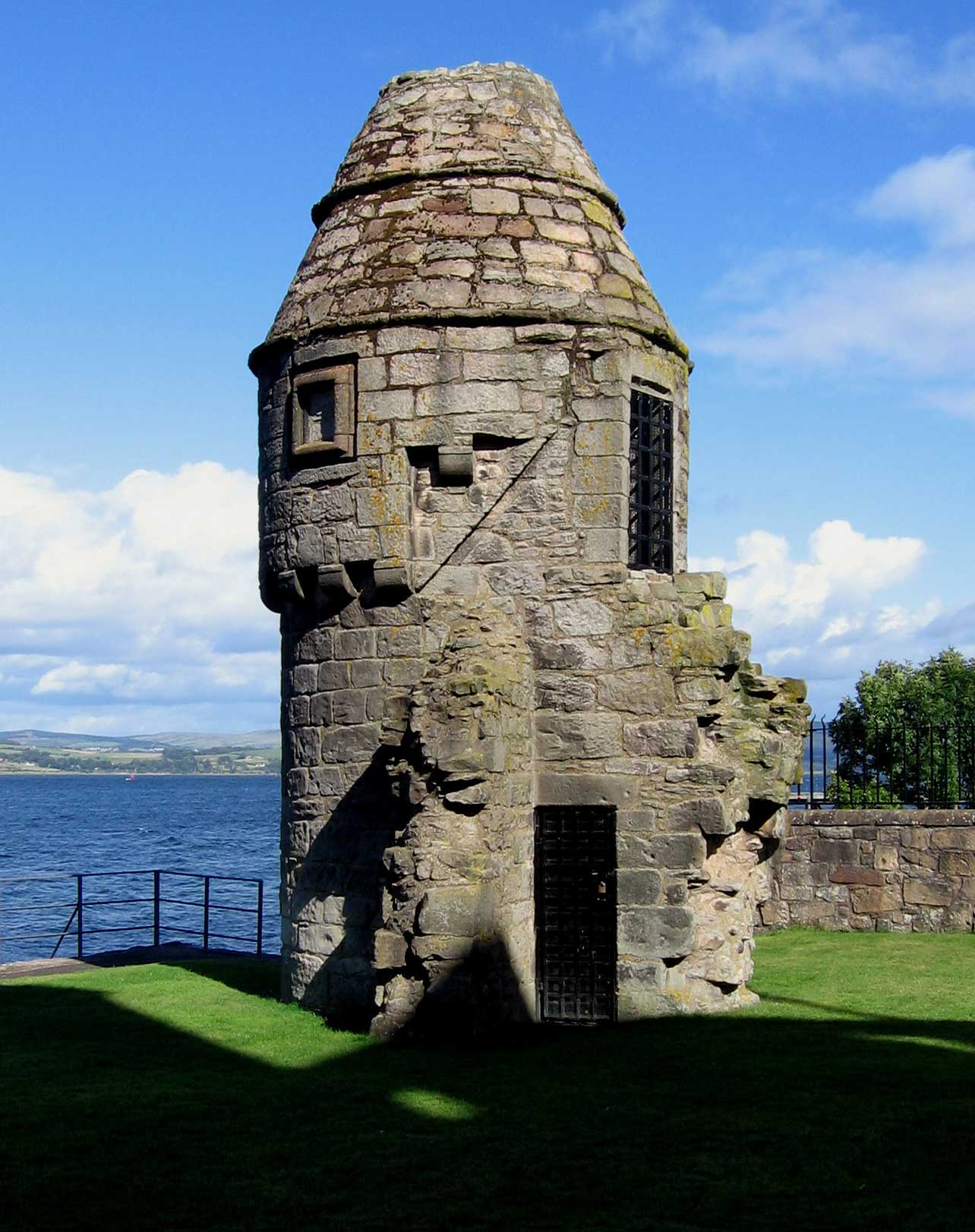
У замку Ньюарк, Порт Глазго, кутова вежа зовнішньої захисної стіни була трансформована у голуб'ятник у 1597 році, коли стіна була зруйнована.
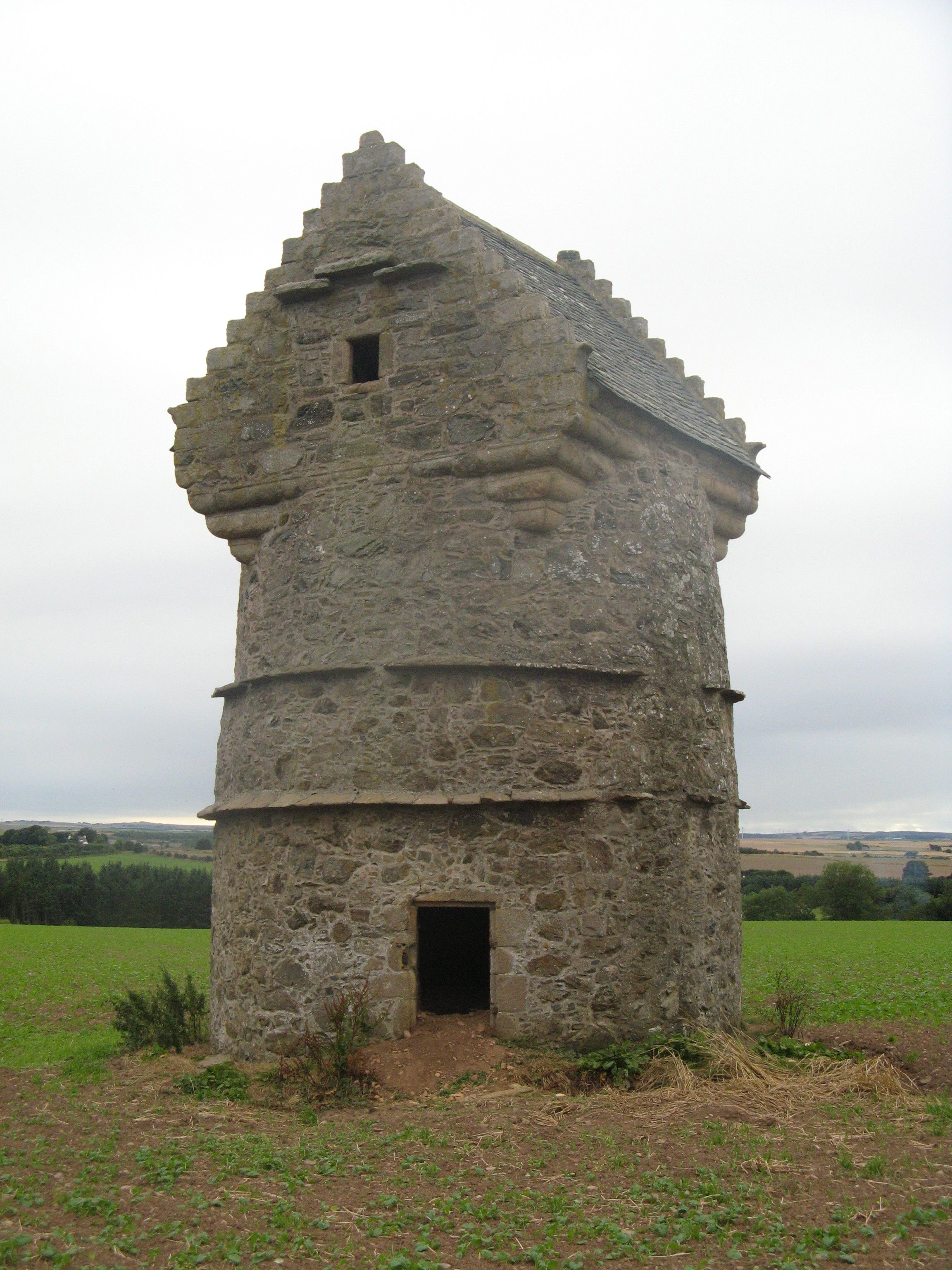
Голубник у Окмакой, Кроугед, Аберденшир, побудований у 1638 році.
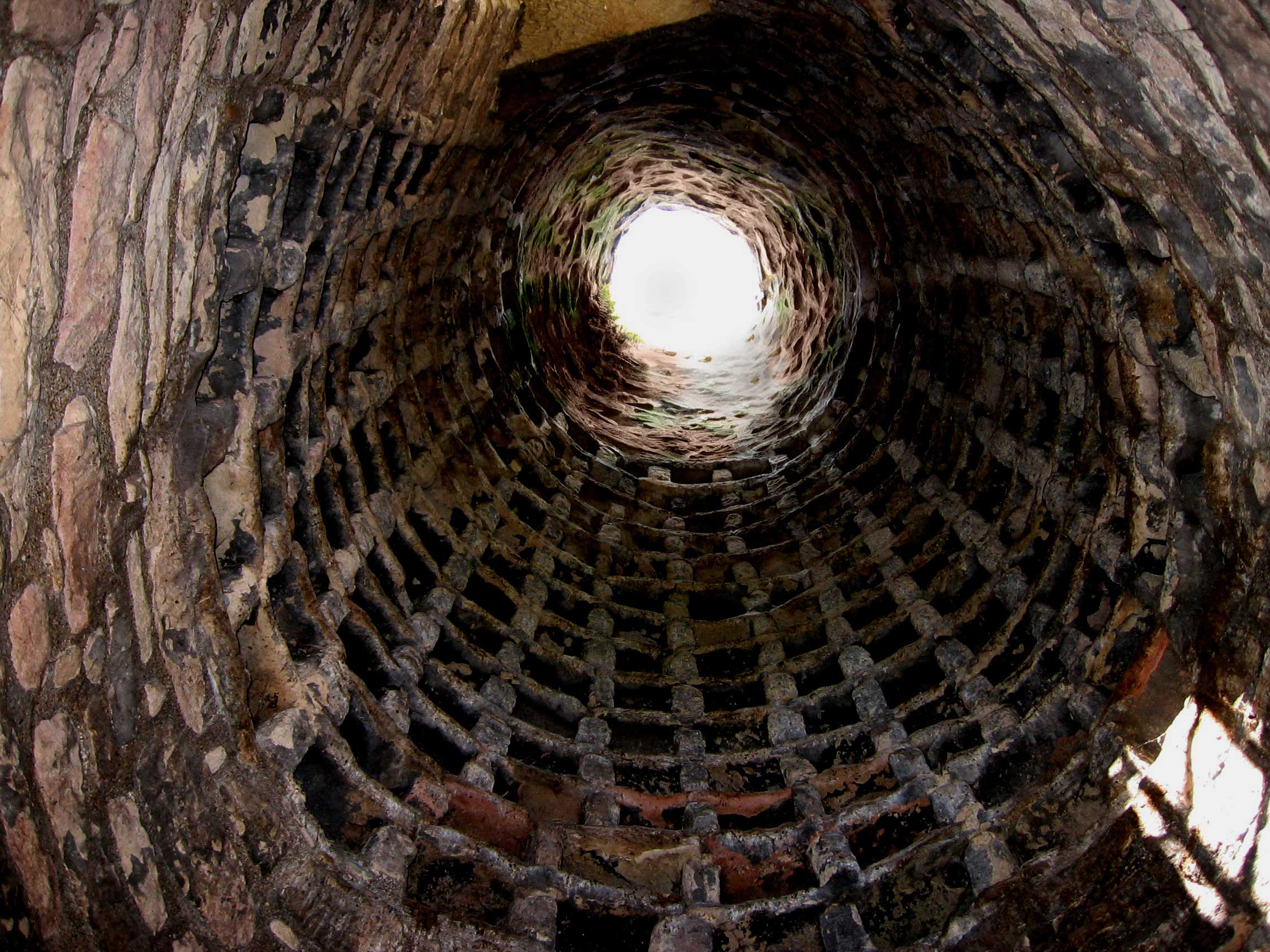
Вид знизу всередині голуб'ятні у замку Ньюарк.
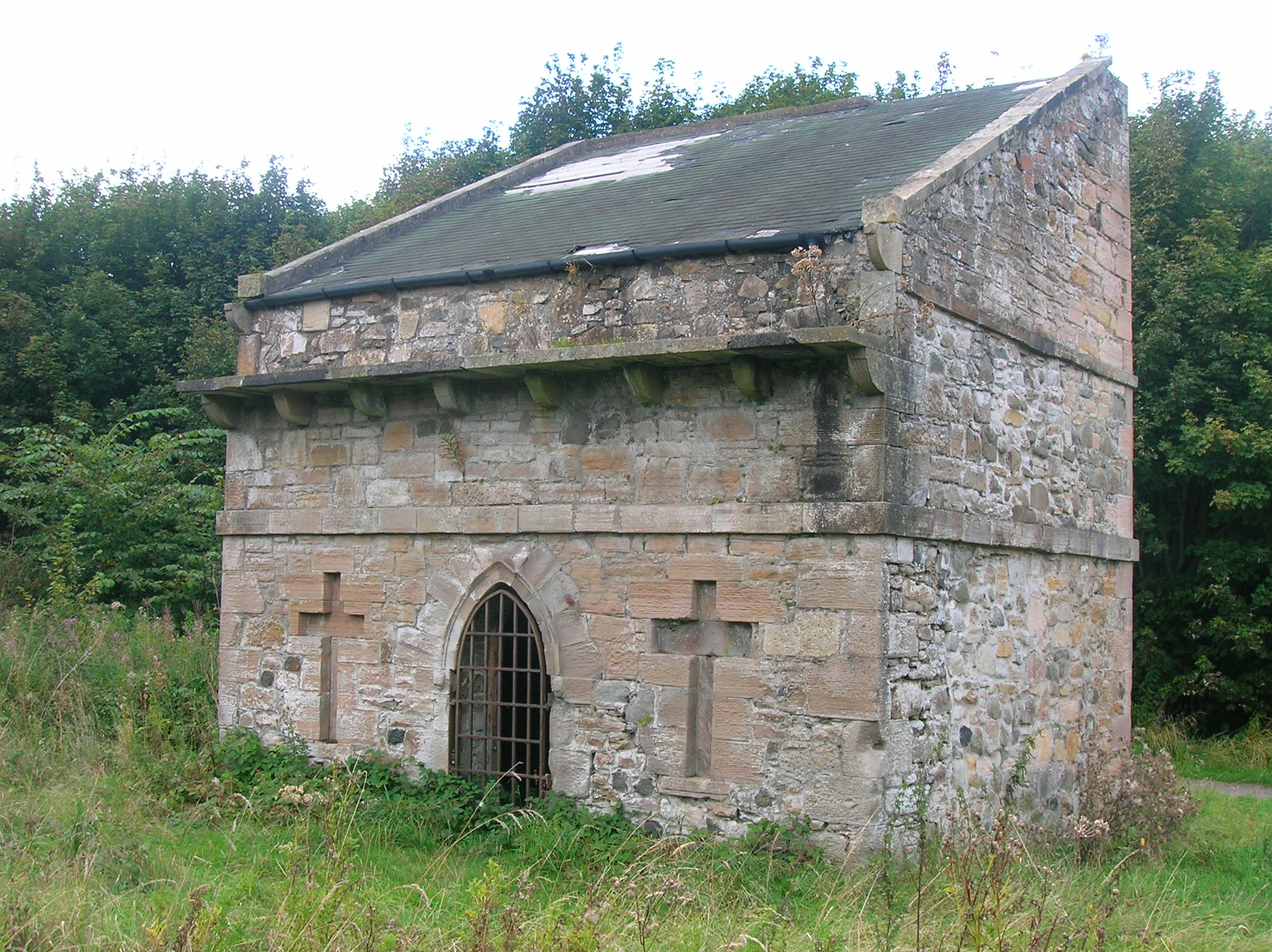
Голуб'ятник трибунної форми у місцевості, яка належала до старої ферми в Еґлінтон Мейнз у Ейрширі, Шотландія
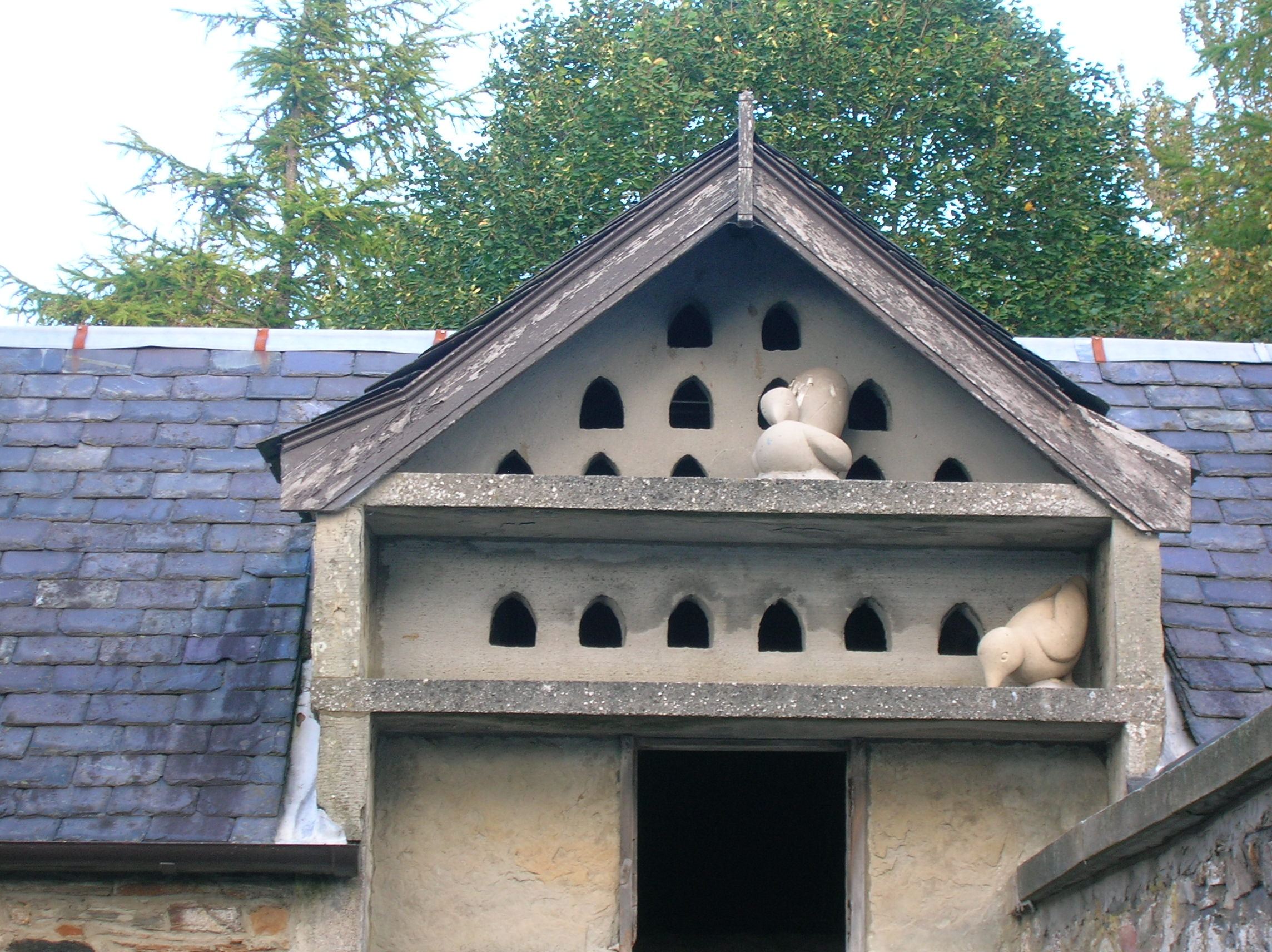
Голубник на двірській конюшні замку Еґлінтон
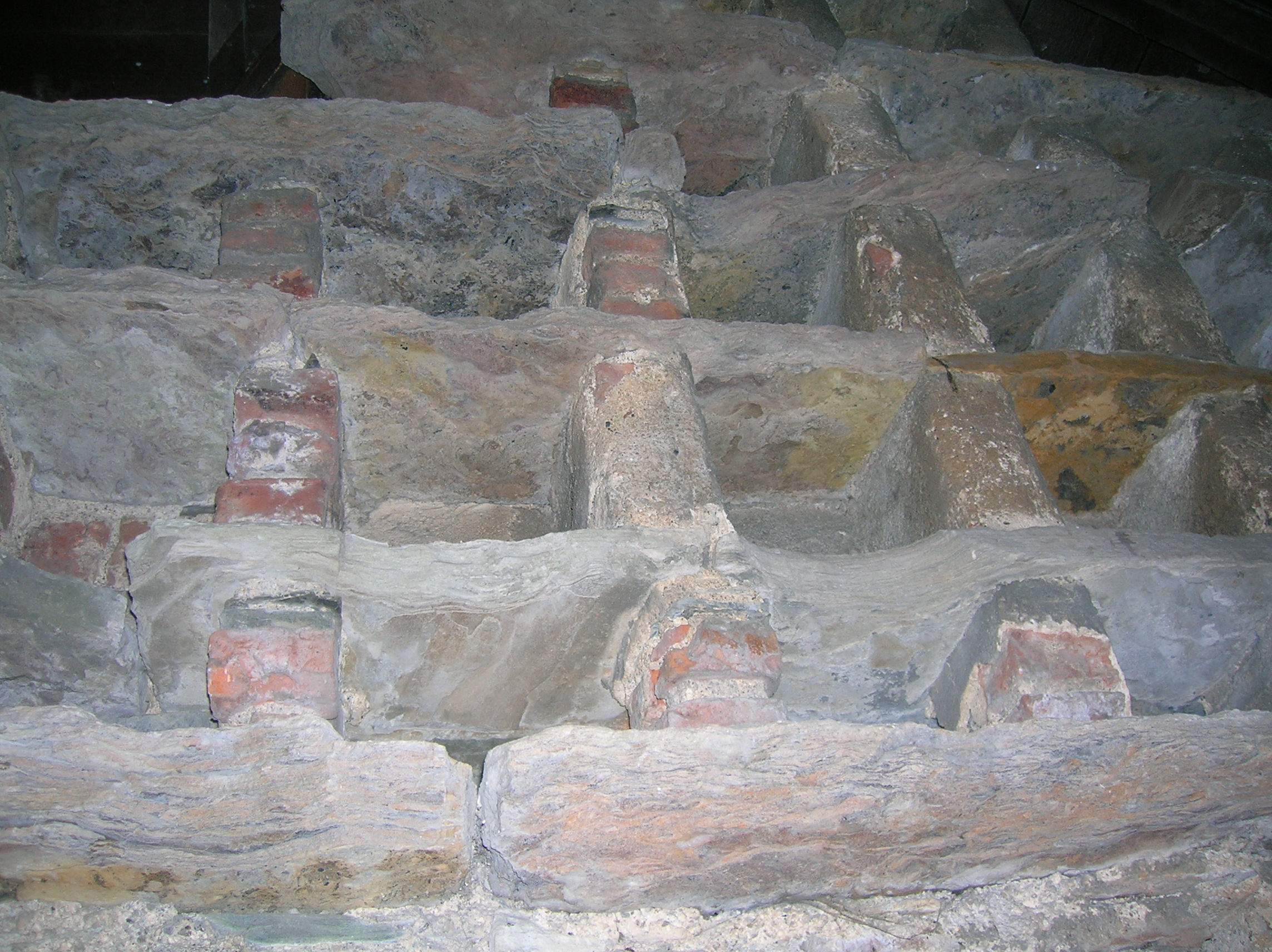
Гніздові ніші у Еґлінтонському голуб'ятнику
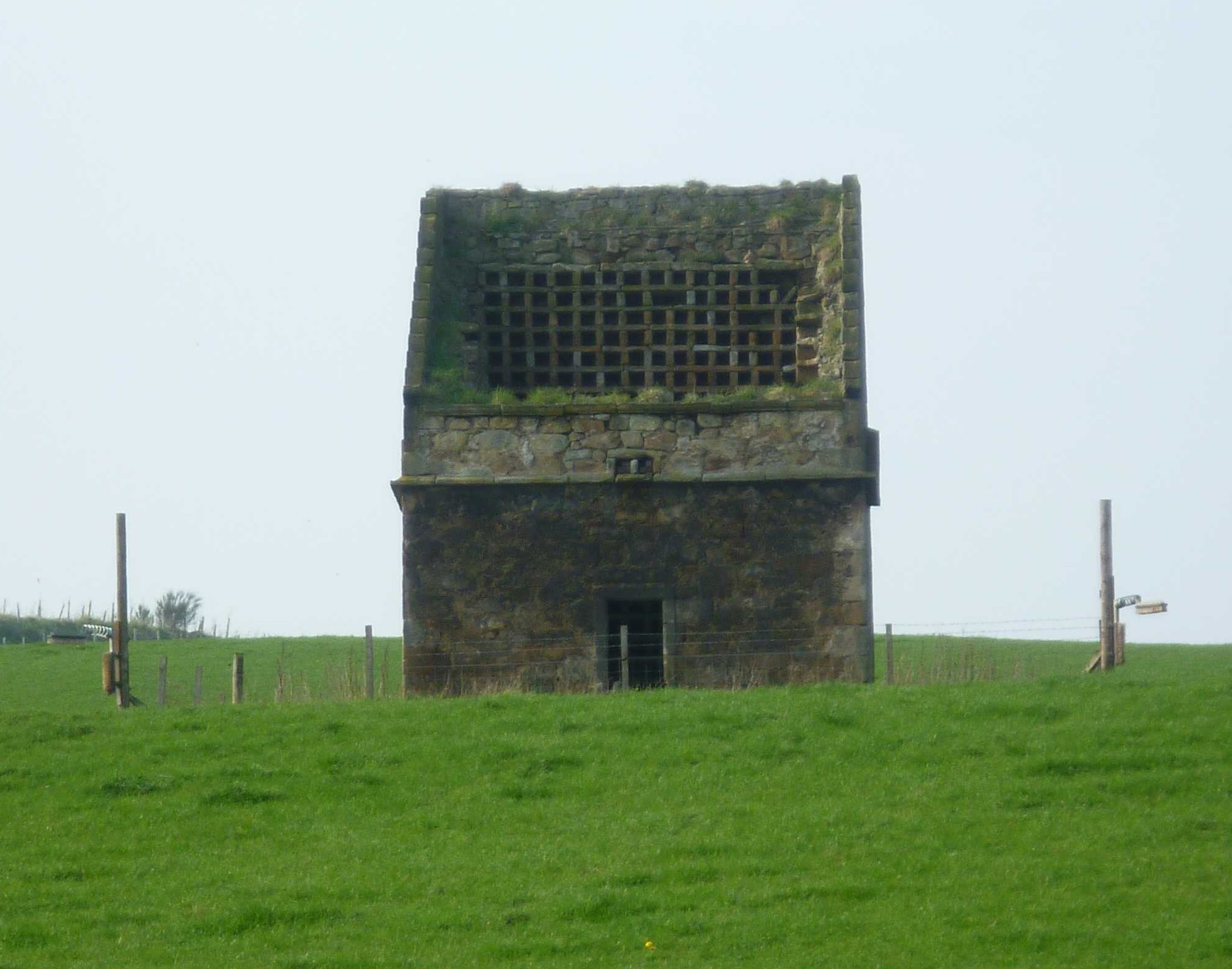
Зруйнований голуб'ятник із відкритими гніздовими нішами біля Ньюбіґґінга, неподалік Абердура, Шотландія
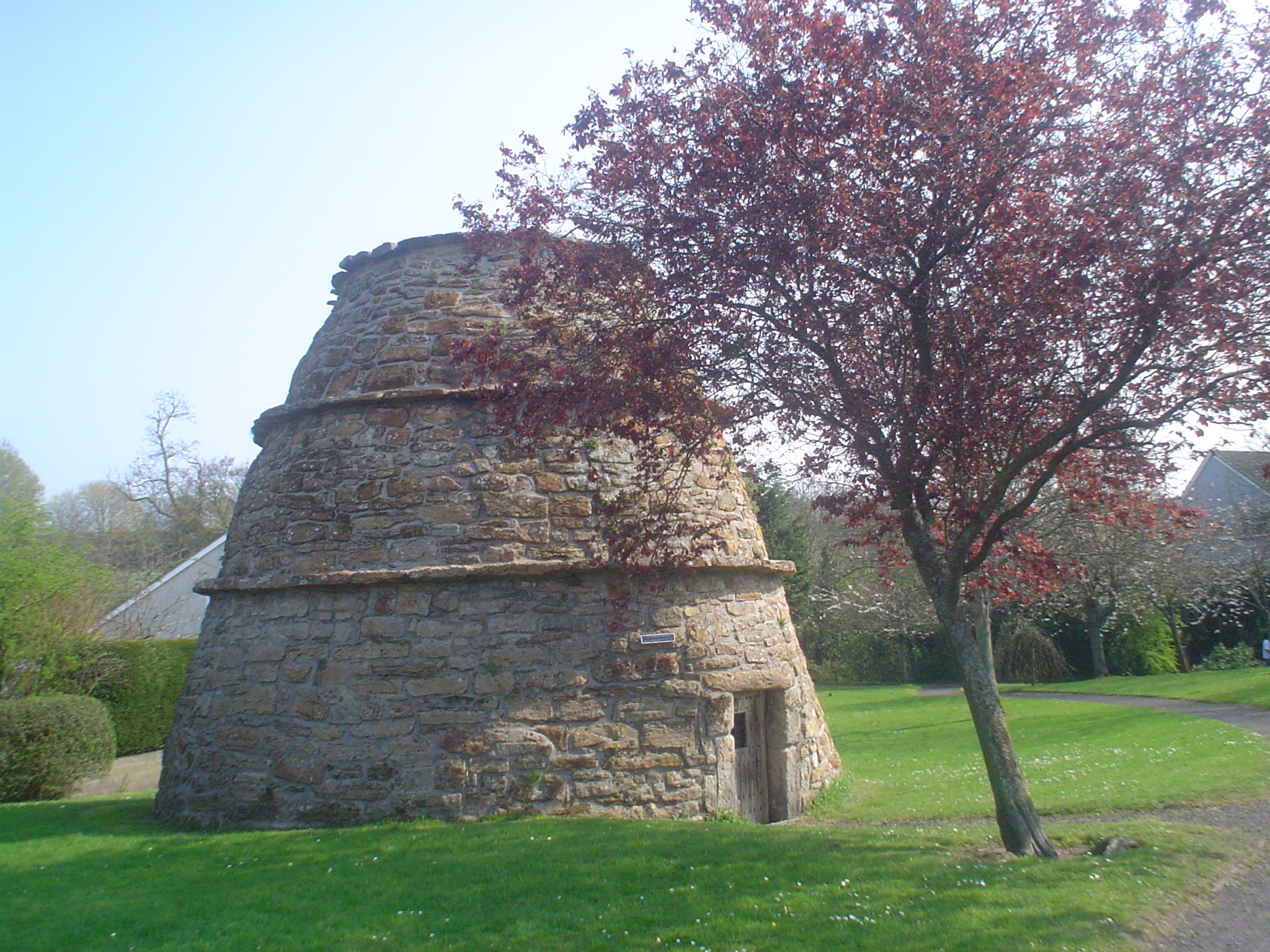
Голубник у Сент-Ендрюсі, відреставрований Трестом охорони пам'яток Сент-Ендрюса.
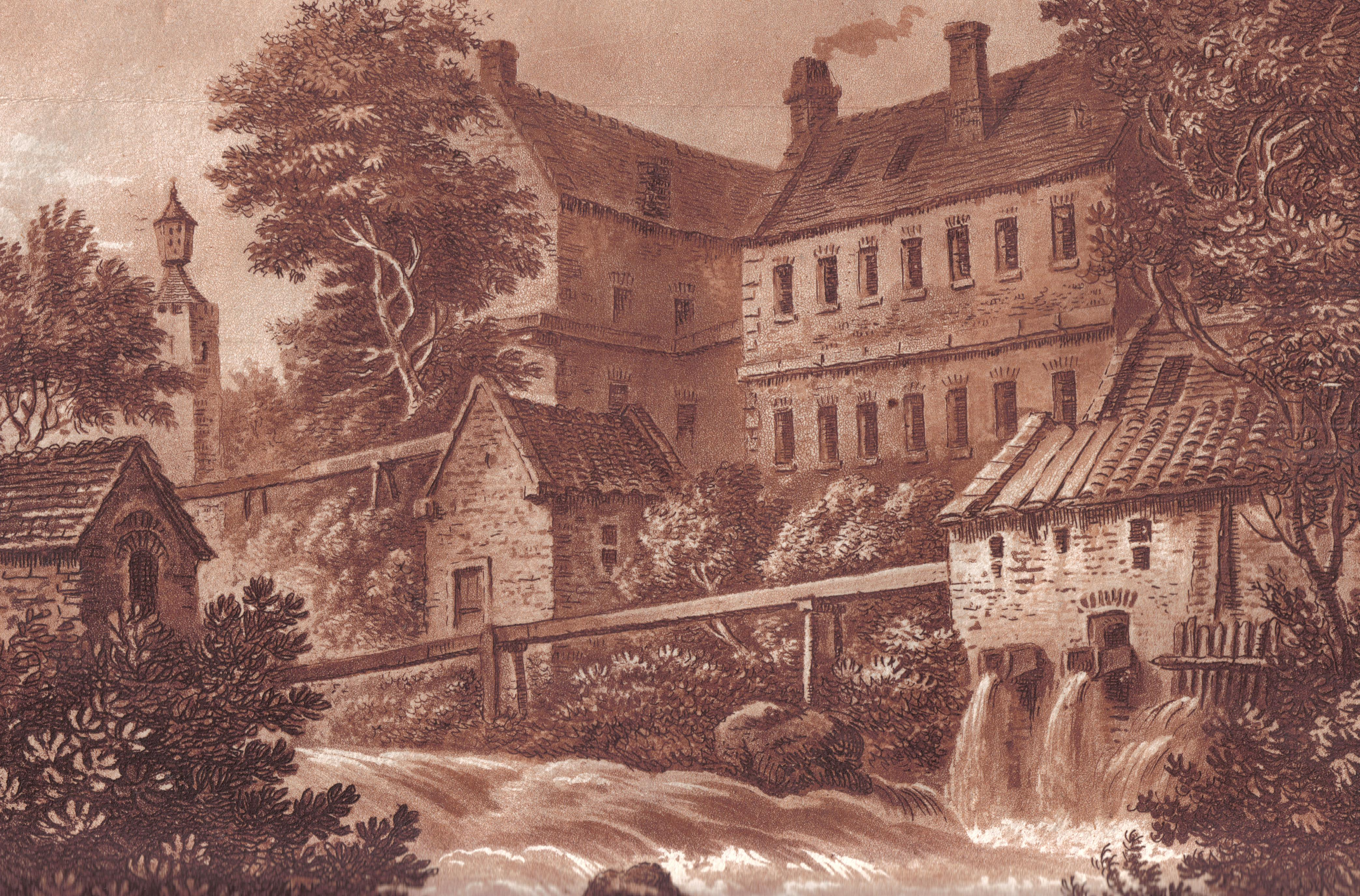
Мельниці у Мілтон-оф-Кемпсі із високим голуб'ятником на задньому плані.
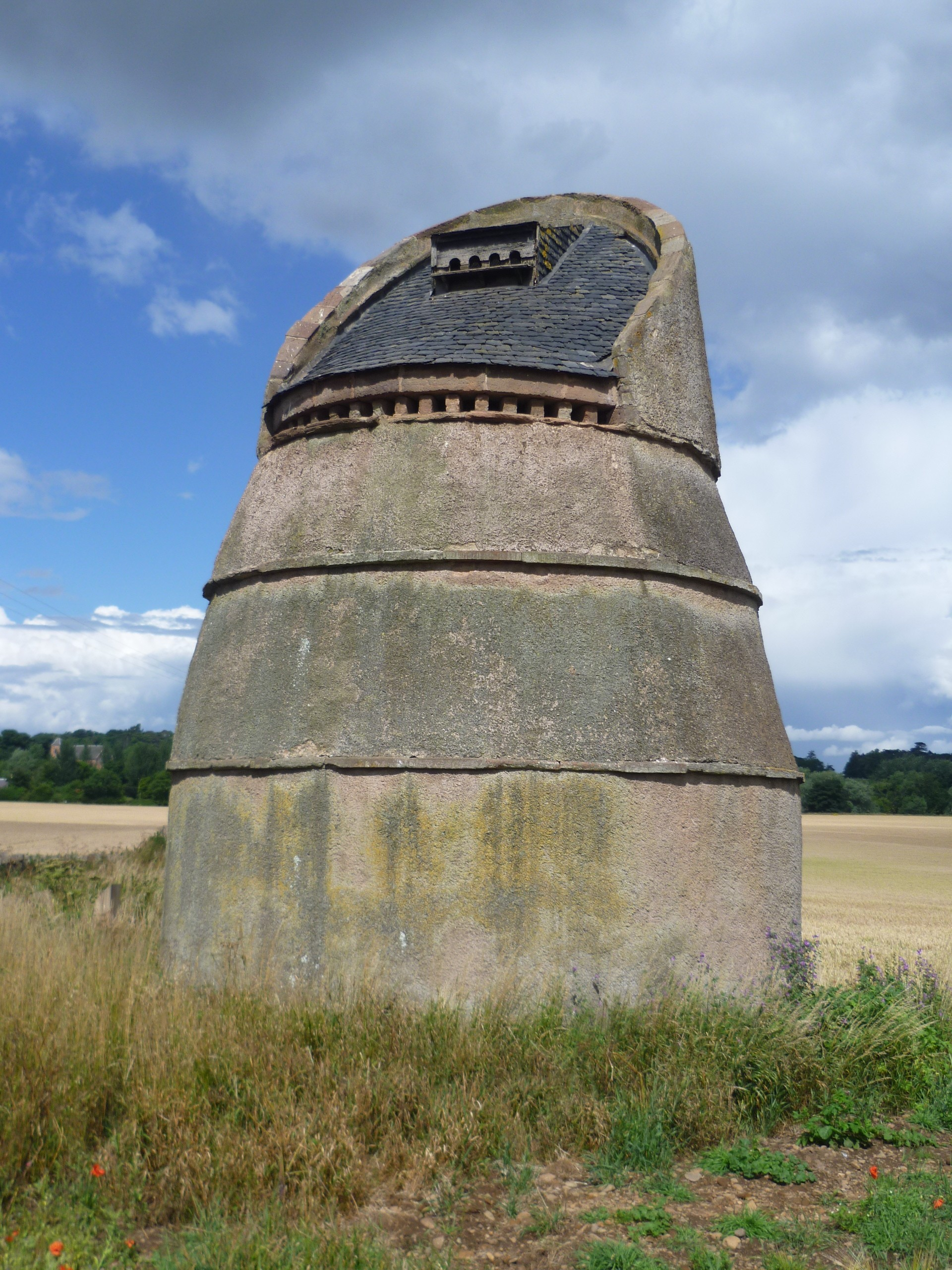
Голубник XVI століття у Фантазі, Східний Лотіан
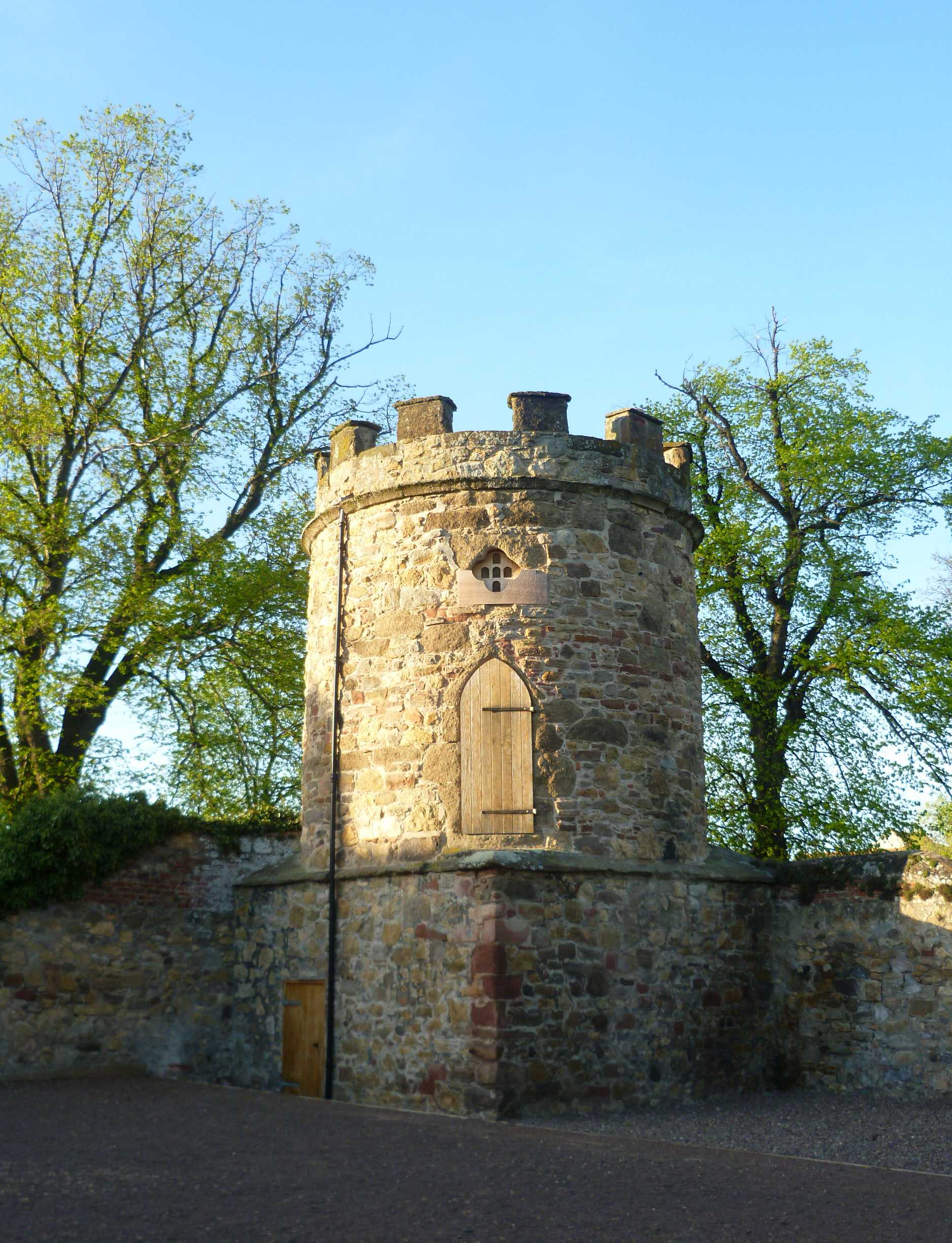
Голуб'ятник леді Кітті у Гаддінгтоні, Шотландія, вбудований у стіну саду
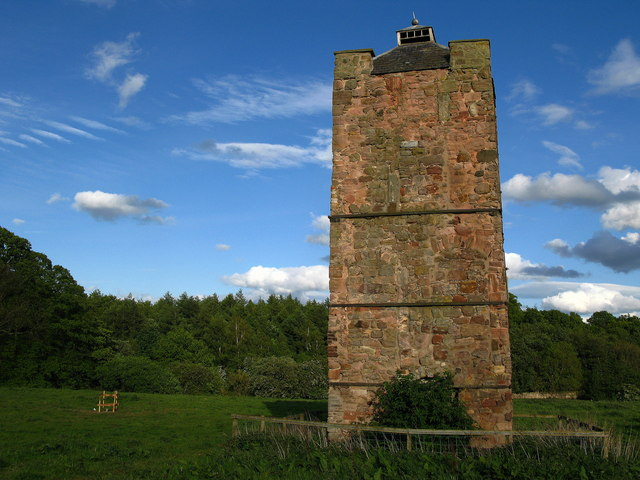
Сходова вежа зруйнованого будинку, перероблена на голуб'ятник у Шерифголлі, біля Далкіта, Шотландія
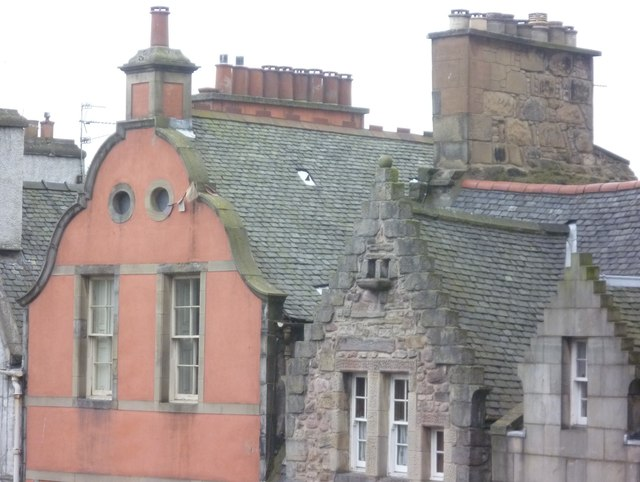
Два будинкові голуб'ятники поблизу Грассмаркета у Единбурзі, Шотландія
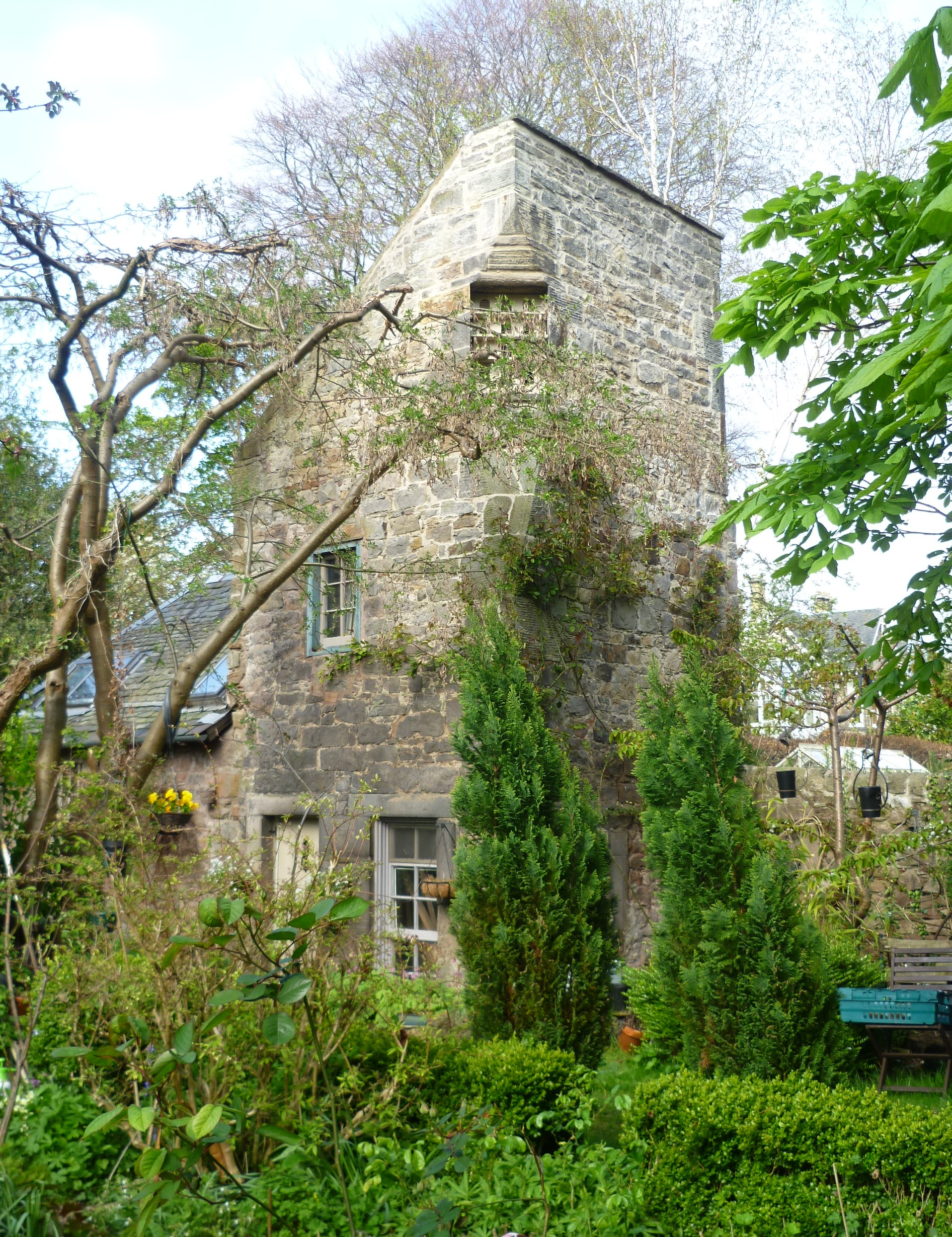
Голубник 1730 року на теренах приватного будинку, Единбург, Шотландія
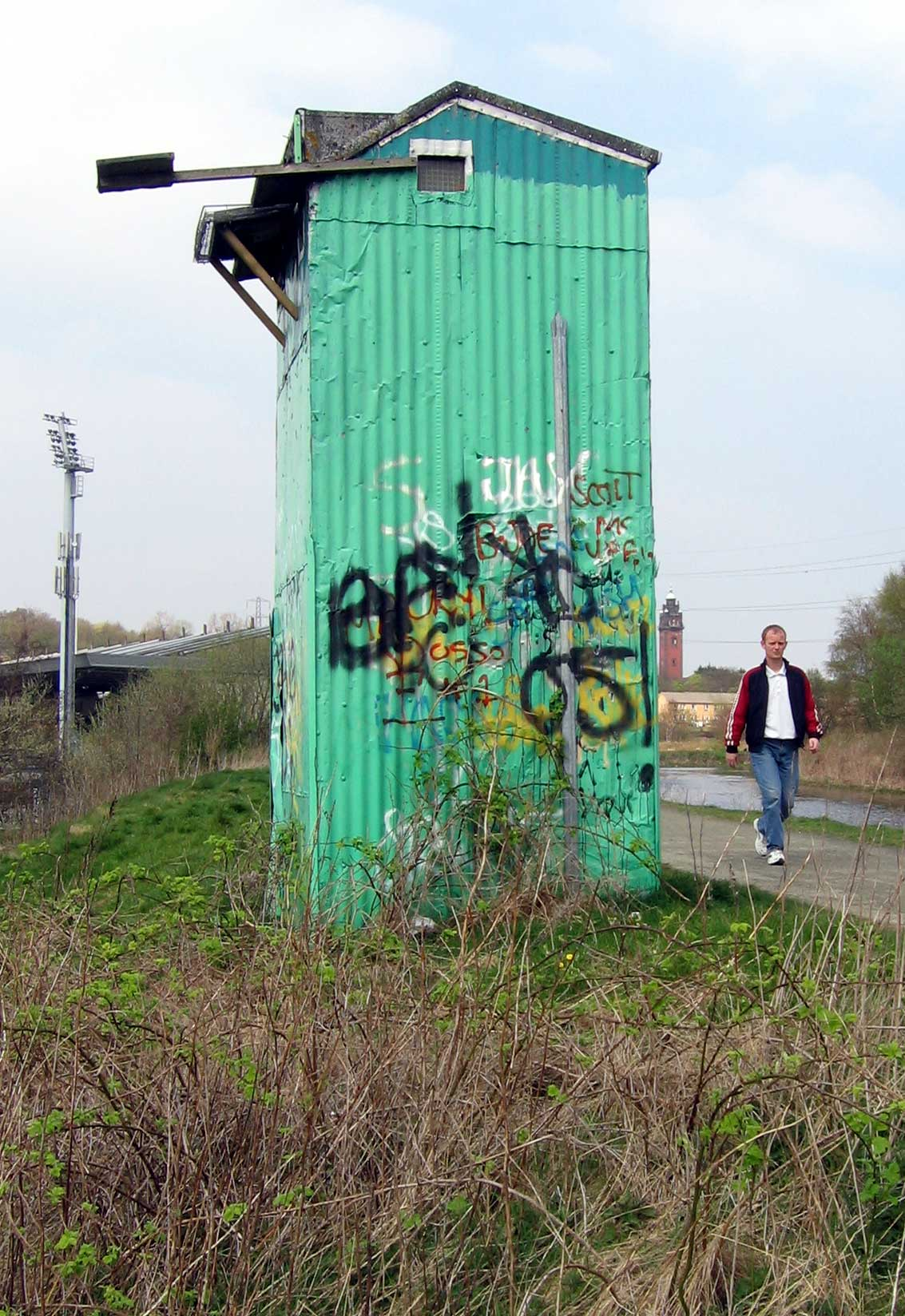
Міський голуб'ятник у Глазго, Шотландія
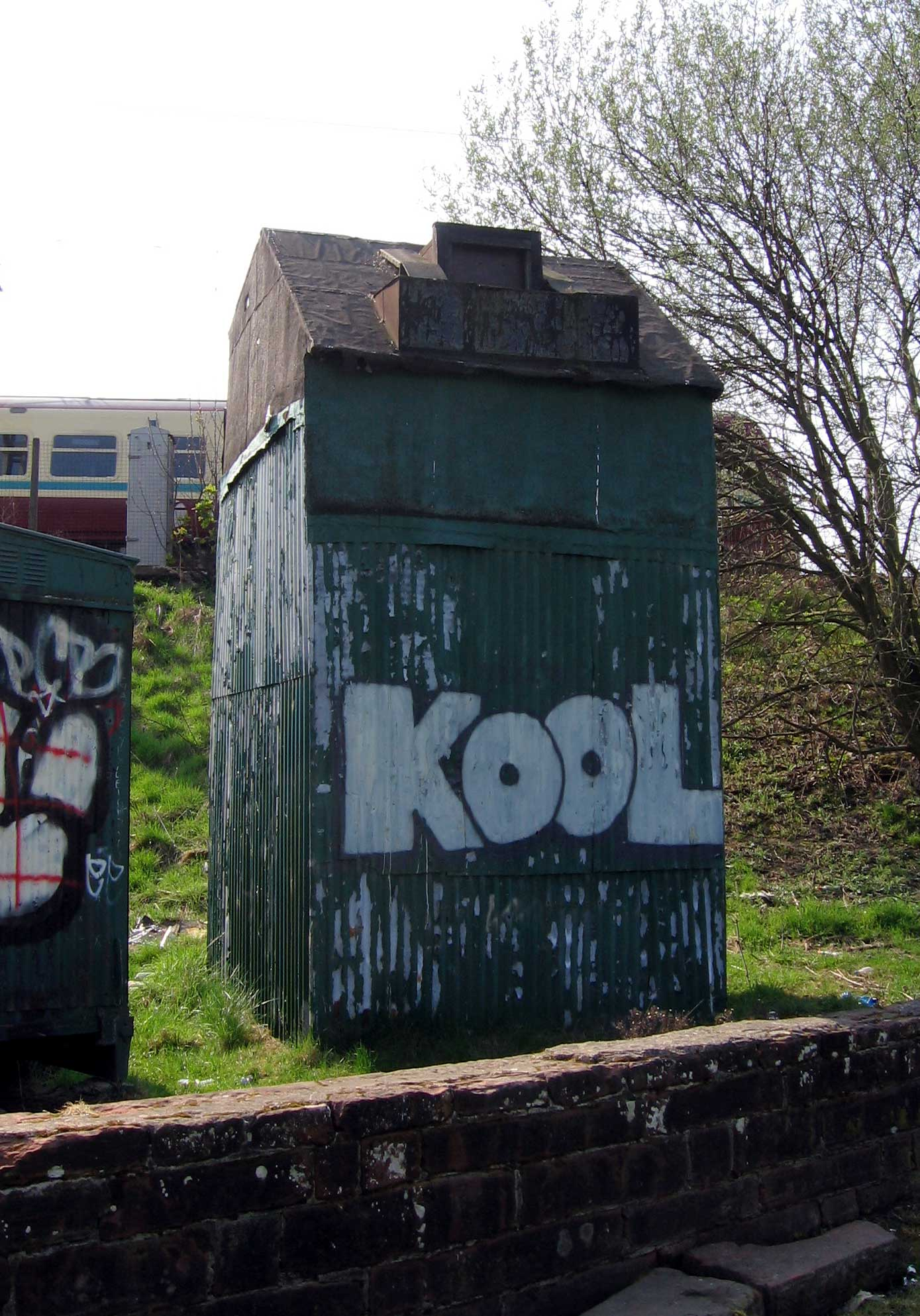
Міський голуб'ятник у Глазго, Шотландія

### Північна Америка
У США альтернативна назва голуб'ятників походить від відповідного французького слова: pigeonaire. Це слово є більш загальновживаним, аніж «dovecote» у Луїзіані та інших місцевостях, де існує явище численних франкофонічних запозичень.
У місті Квебек, Канада, існує голуб'ятник, який стоїть на площі Старого Квебека; цей голуб'ятник, який так і називається — Pigeonnier — дає також ім'я самій площі, на якій вуличні митці традиційно ставлять свої п'єси.
Відомий голуб'ятник розташований на будівлі Bowman's Folly, яка знаходиться в Національному реєстрі історичних пам'яток із 1974 року.

## Архітектура
Місце для розміщення голуб'ятника зазвичай обирається на віддалі від високих дерев, в яких можуть ховатись хижаки, в місцевості, захищеній від сильних вітрів, а в їх конструкції обов'язковим є дотримання декількох правил безпеки: вхідний отвір голубника повинен бути максимально вузький, стіни — гладкі із смугою висунутих каменів (чи іншою гладкою поверхнею), покликаною убезпечити голуб'ятник від хижаків, які здатні дертися по стінах (куниць, ласиць тощо). Ззовні фасад був, за потреби, лише в одному місці оперезаний горизонтальним поясом, аби перешкоджати вторгненню хижаків.
Матеріали, з яких будуються голуб'ятники, бувають дуже різними, а сама форма будівлі та її виміри — надзвичайно варіюються:
- квадратний голуб'ятник із четверним склепінням: будувався до XV століття (Замок Рокетейлед у Бордо, або Сент-Троян неподалік Коньяка)
- циліндрична вежа: від XIV до XVI століття, і типовий до нашого часу у деяких регіонах Іспанії, такий голуб'ятник зазвичай покритий рельєфними чи плоскими плитками, кам'яним черепичним дахом, а іноді — цегляним куполом. Дахове вікно — єдиний отвір.
- голуб'ятник на кам'яних або дерев'яних опорах, буває циліндричний, шестикутний або квадратний;
- шестикутний голуб'ятник (такий як голубники Royal Mail у Созе-Воссе);
- квадратний голуб'ятник із плоскими даховими плитками у сімнадцятому сторіччі, та з шиферним дахом — у вісімнадцятому;
- бічна прибудова, добудовується до однієї зі стін будинку.

Всередині голуб'ятник може виявитися на позір порожнім (голубині ніші розташовуються у стінах зверху донизу), весь інтер'єр зводиться лише до наявності пересувної драбини, яка може рухатися по всьому периметру голубника, що дає доступ до цілої колекції яєць чи пташенят та можливості контролю над їх вирощуванням та утримуванням.

## Галерея

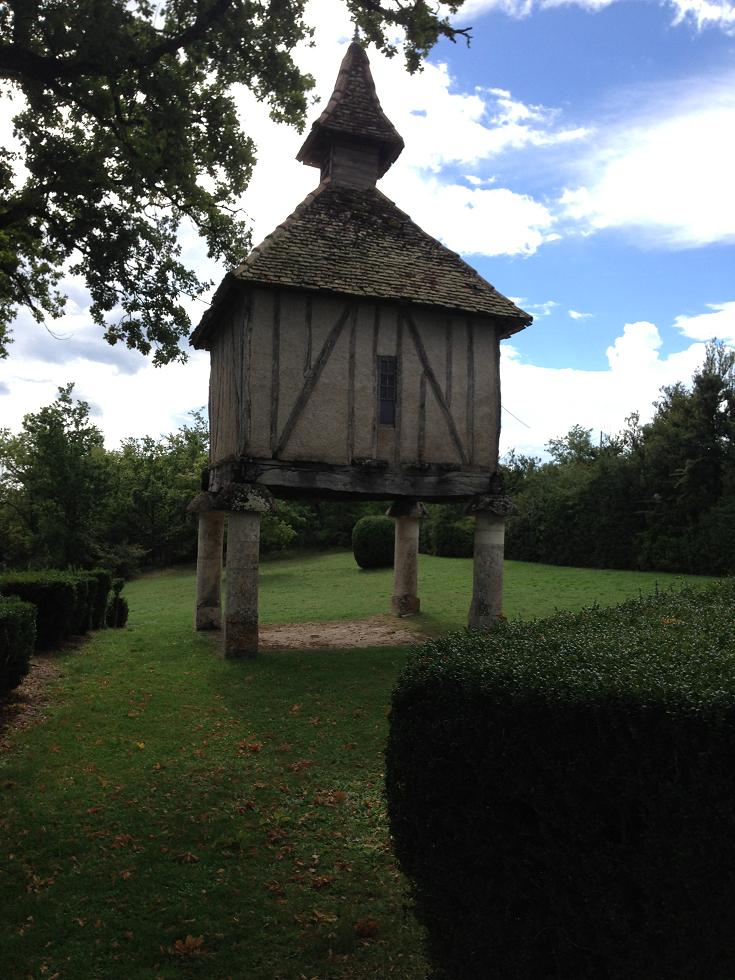
Голуб'ятник у департаменті Тарн-і-Гаронна у Франції, біля Лозерта
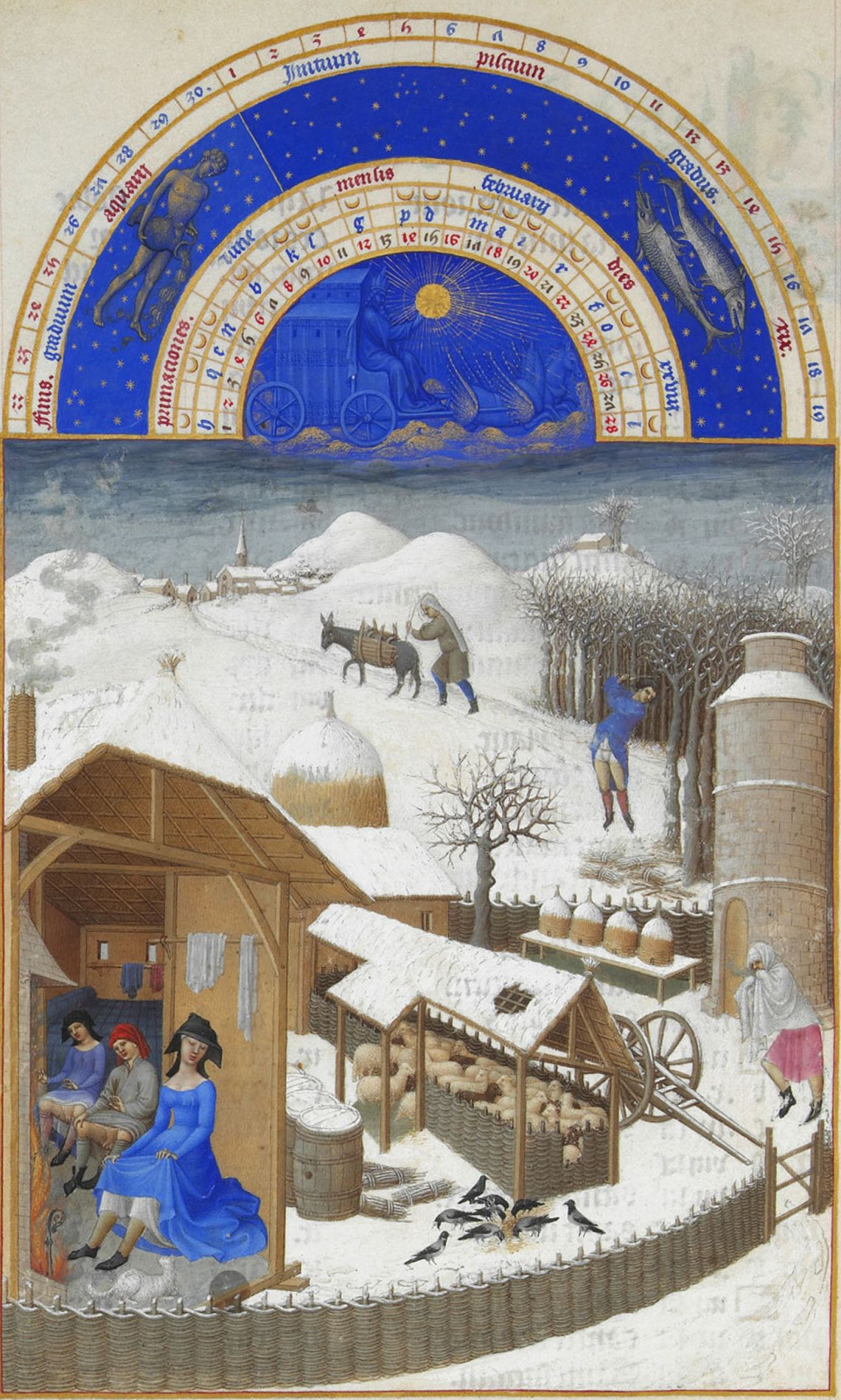
Місяць лютий у Розкішному часослові герцога Беррійського братів Лімбург, картина, датована 1416 роком, на якій зображений голуб'ятник
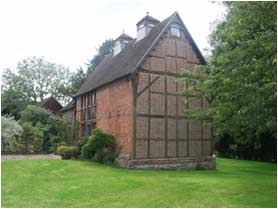
Голуб'ятник XVI століття, у Лонг-Віттенгемі.
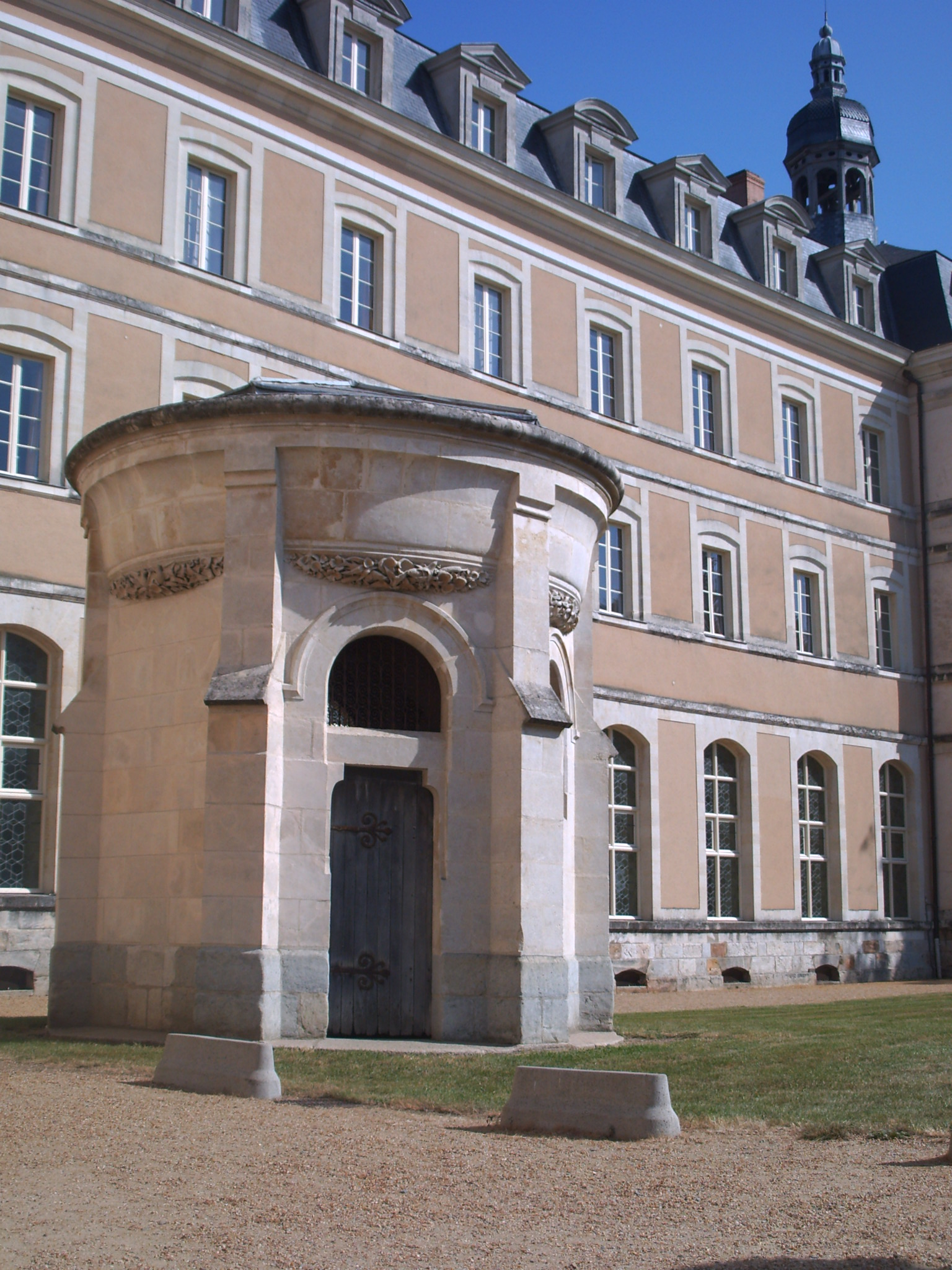
Голуб'ятник у Abbaye Saint-Vincent, Ле-Ман, Франція
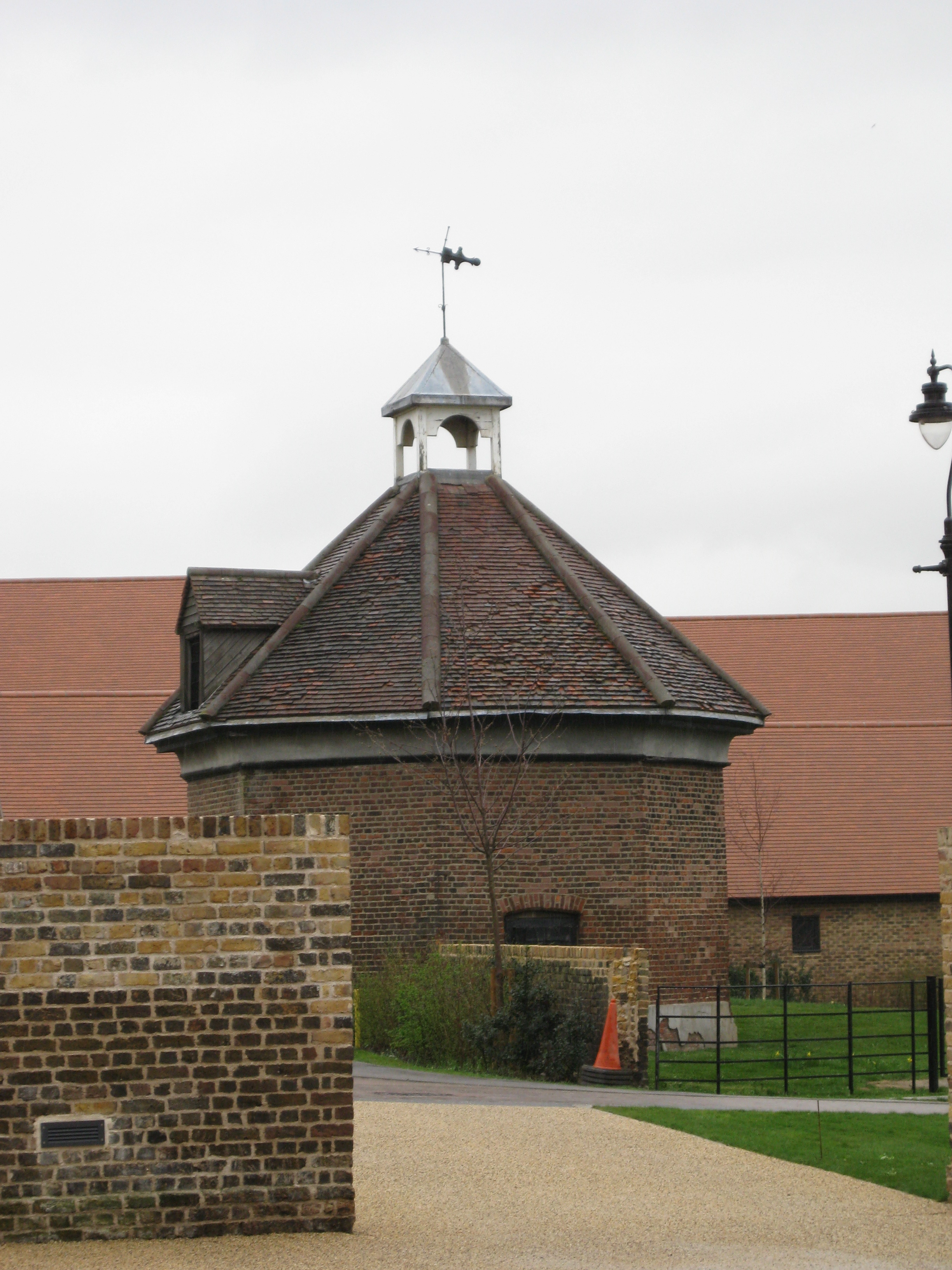
Голуб'ятник у High House, Пефліт, Ессекс
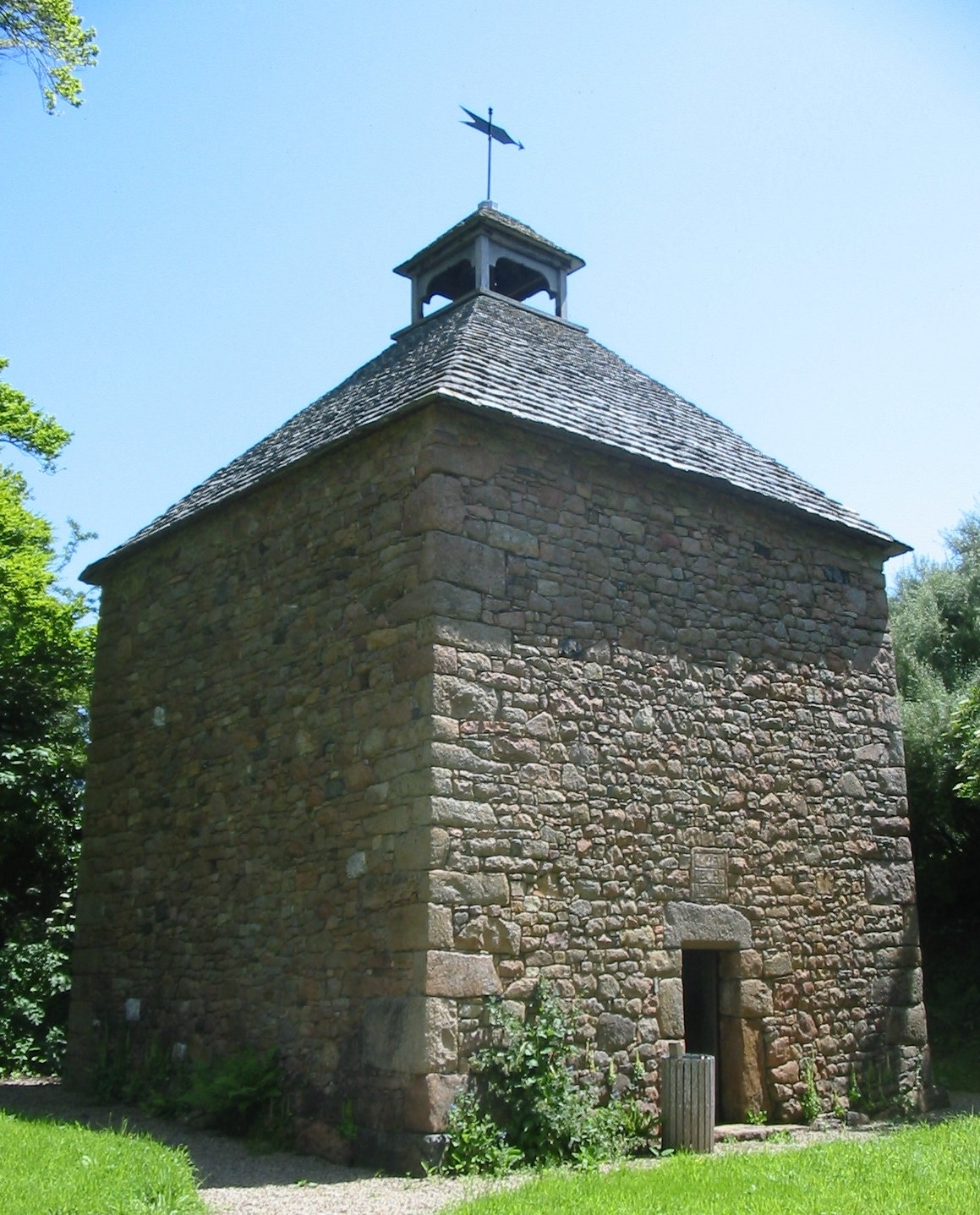
Colombier (голуб'ятник) у Джерсі, Нормандські острови
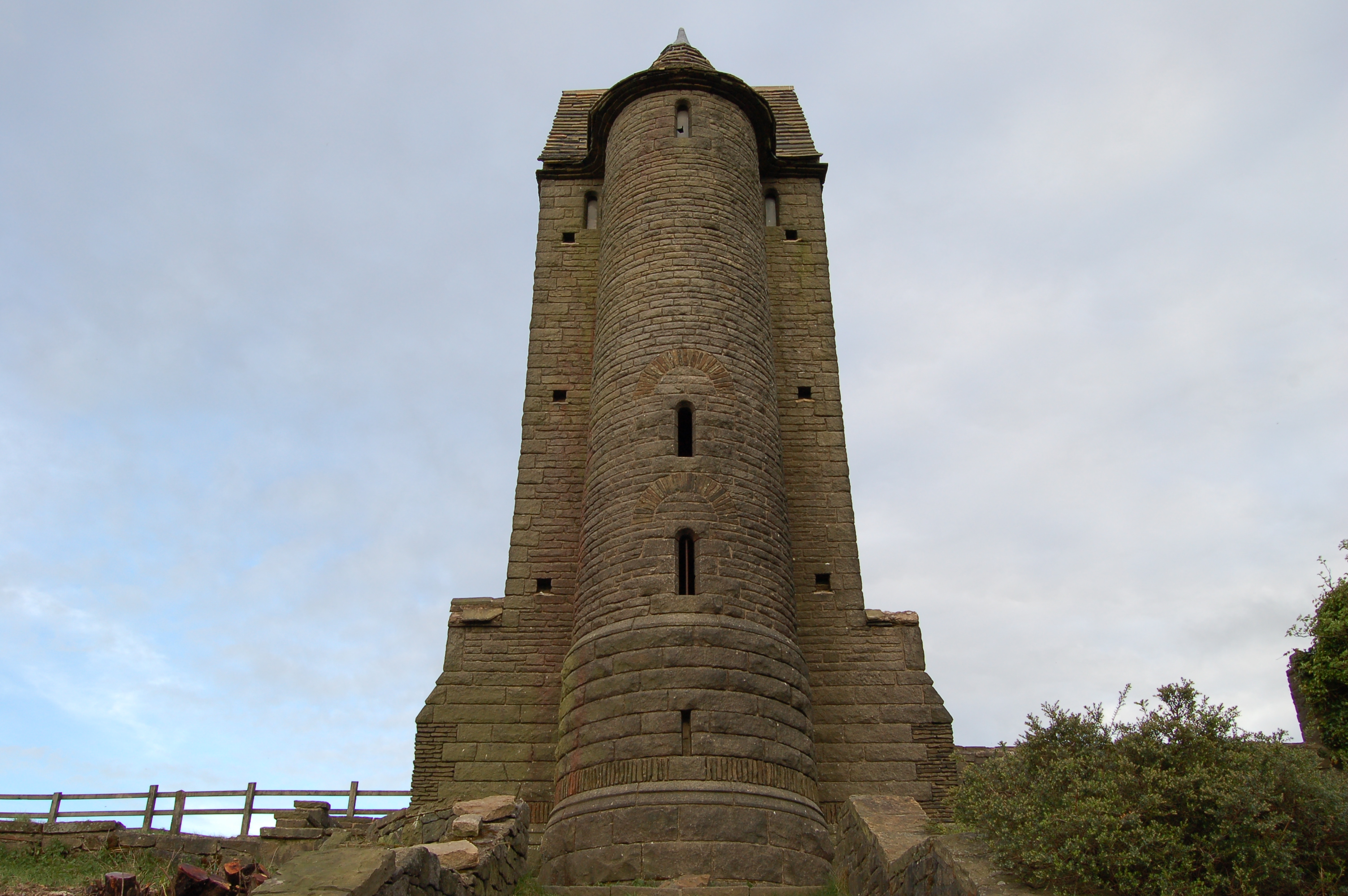
Голубина Вежа у Рівінгтоні на Західнопеннінських болотах, Англія
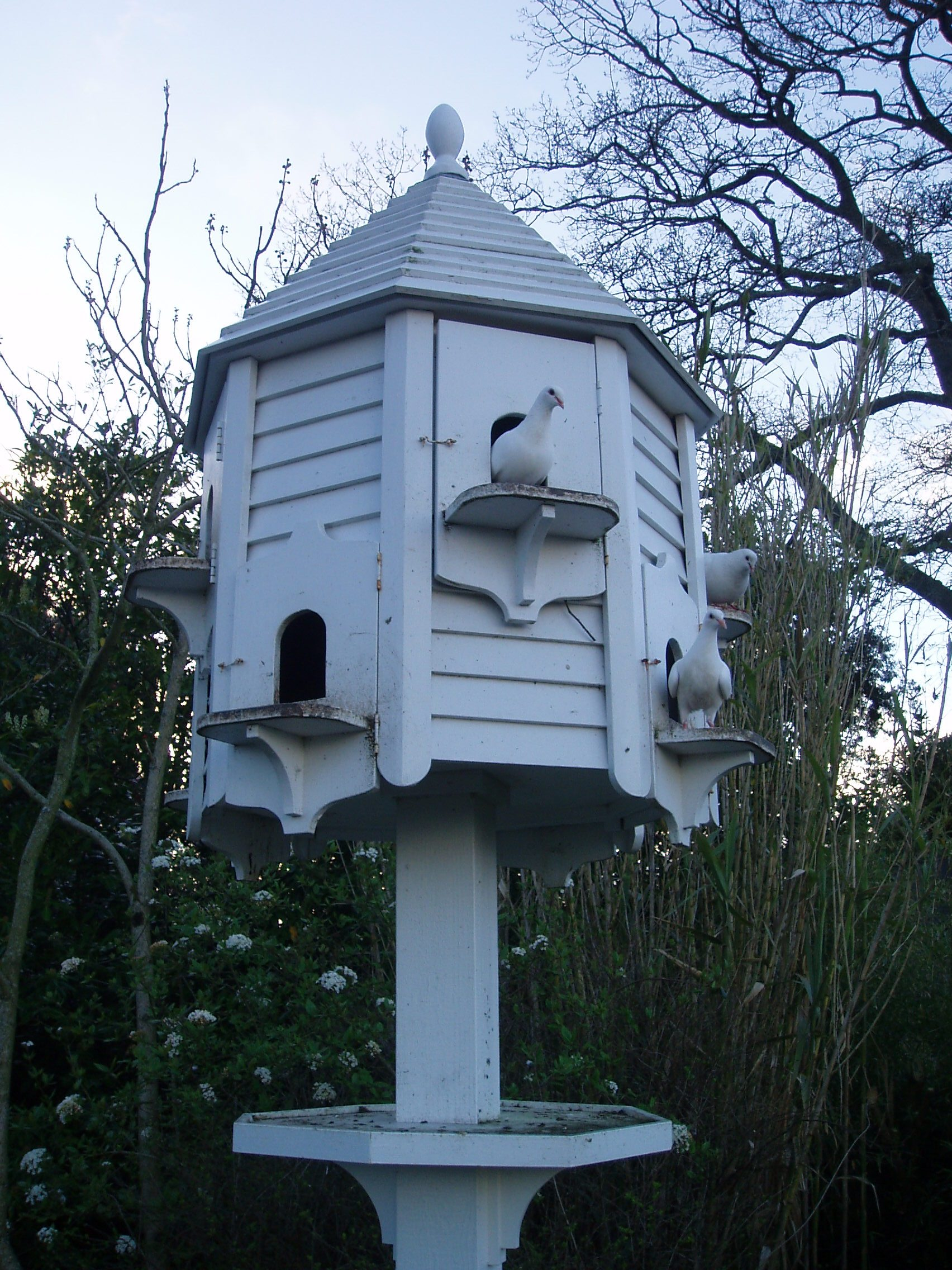
Невеличкий голуб'ятник у Загублених садах Геліґана
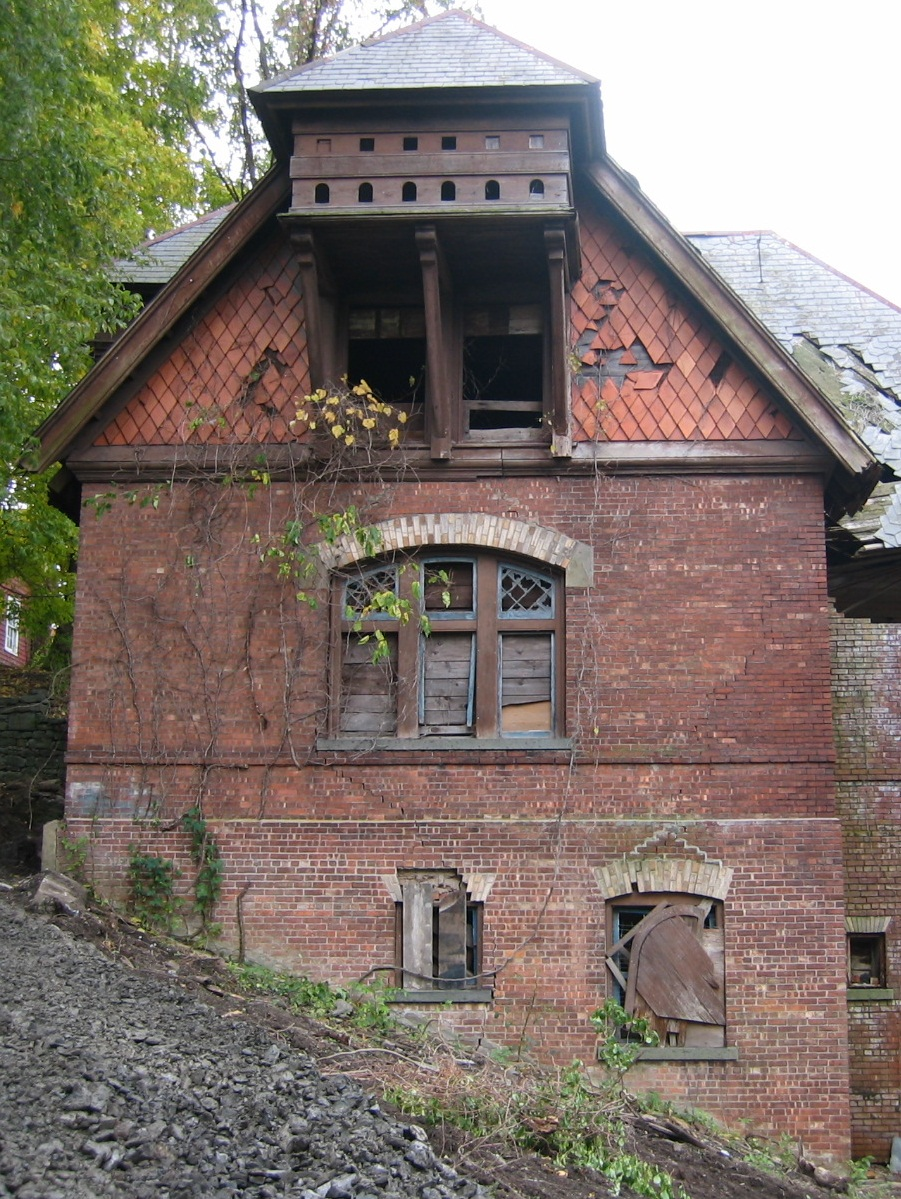
Голуб'ятник у Долині Гудзону у Соґертисі, Нью-Йорк
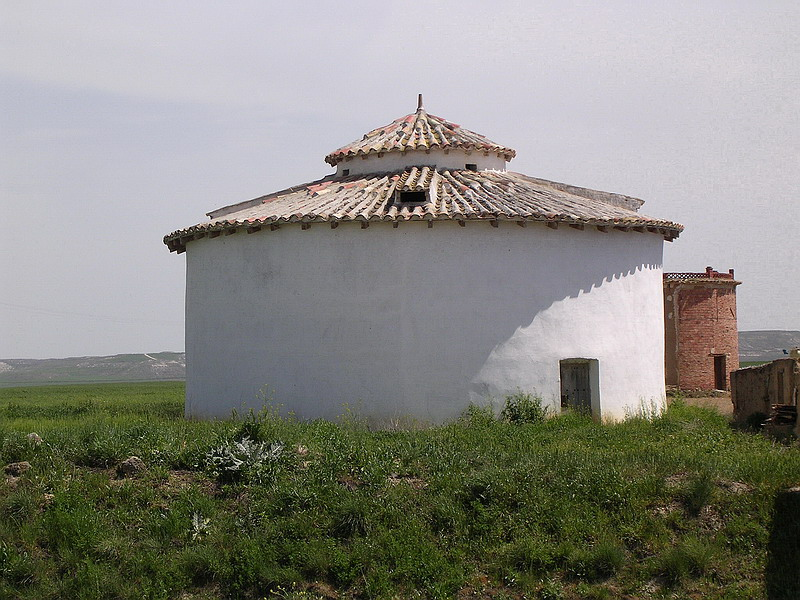
Palomar (голуб'ятник) у Тьєрра-де-Кампос, Іспанія
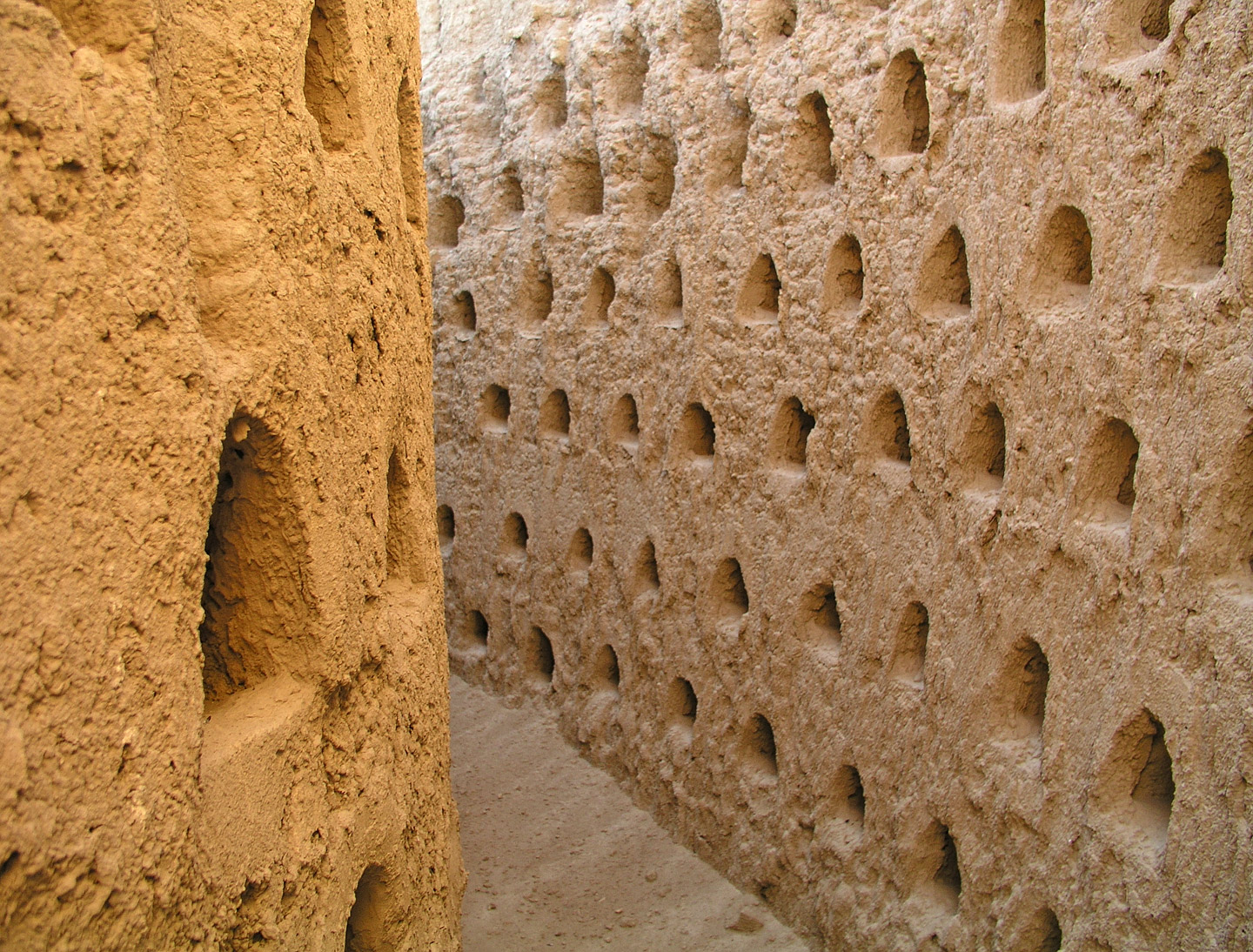
Гніздові ніші у внутрішніх стінах старого голуб'ятника, Паласуело-де-Ведіха (Тьєрра-де-Кампос), Іспанія
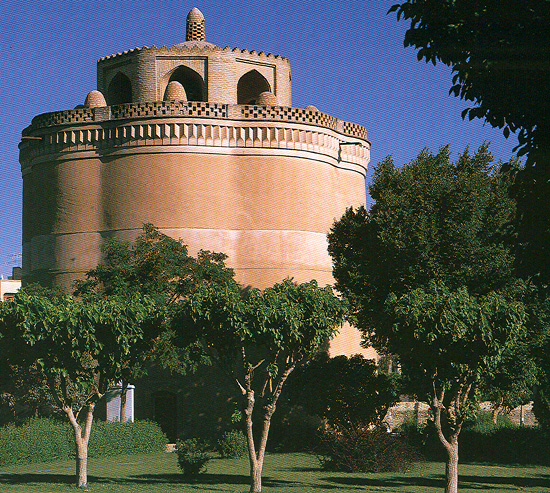
Kaftar khooneh (дослівно — «голубиний дім») у Ісфахані, Іран.
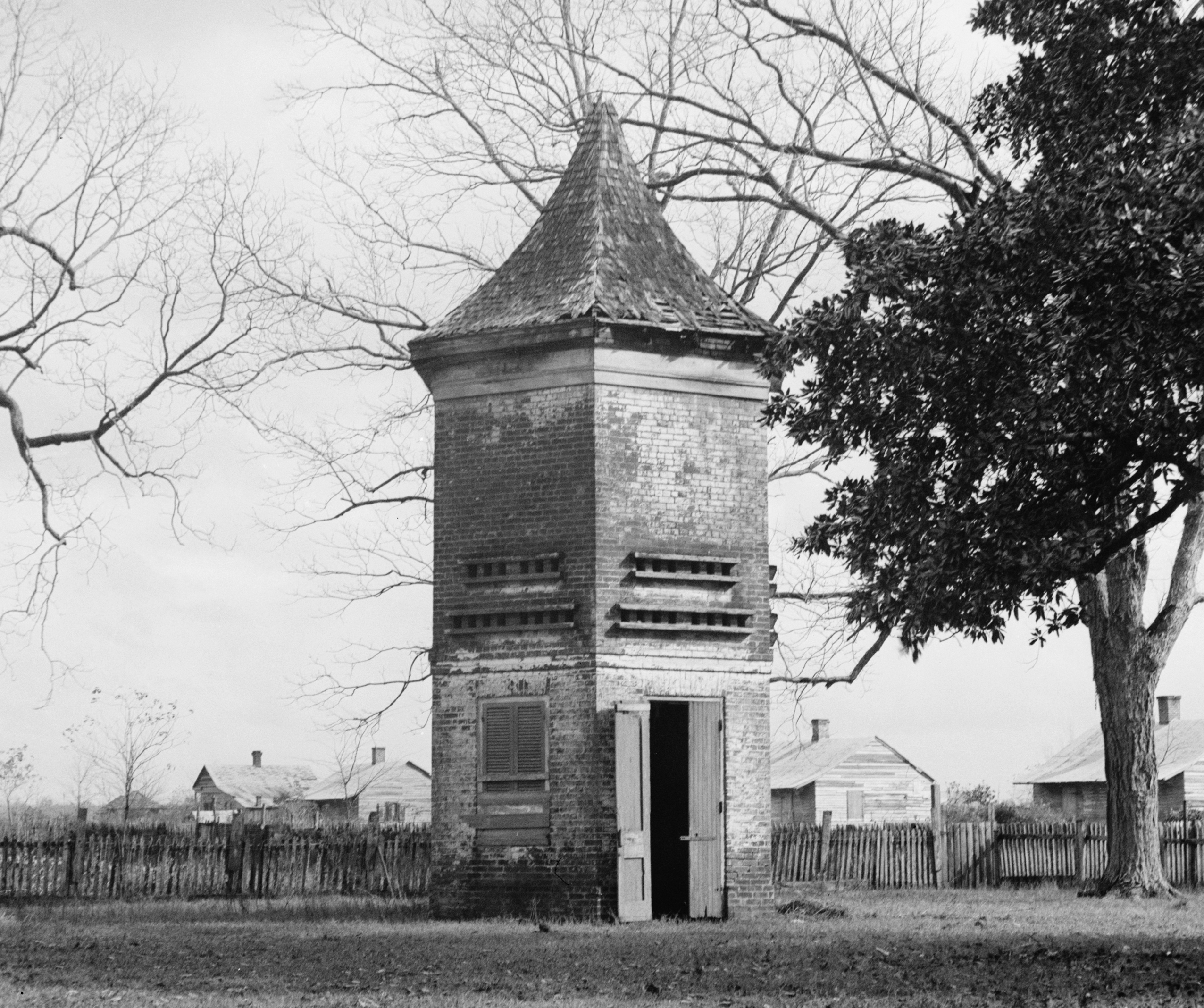
шестикутний голуб'ятник із загостреним дахом на Плантації дядька Сема поблизу Конвента, Луїзіана
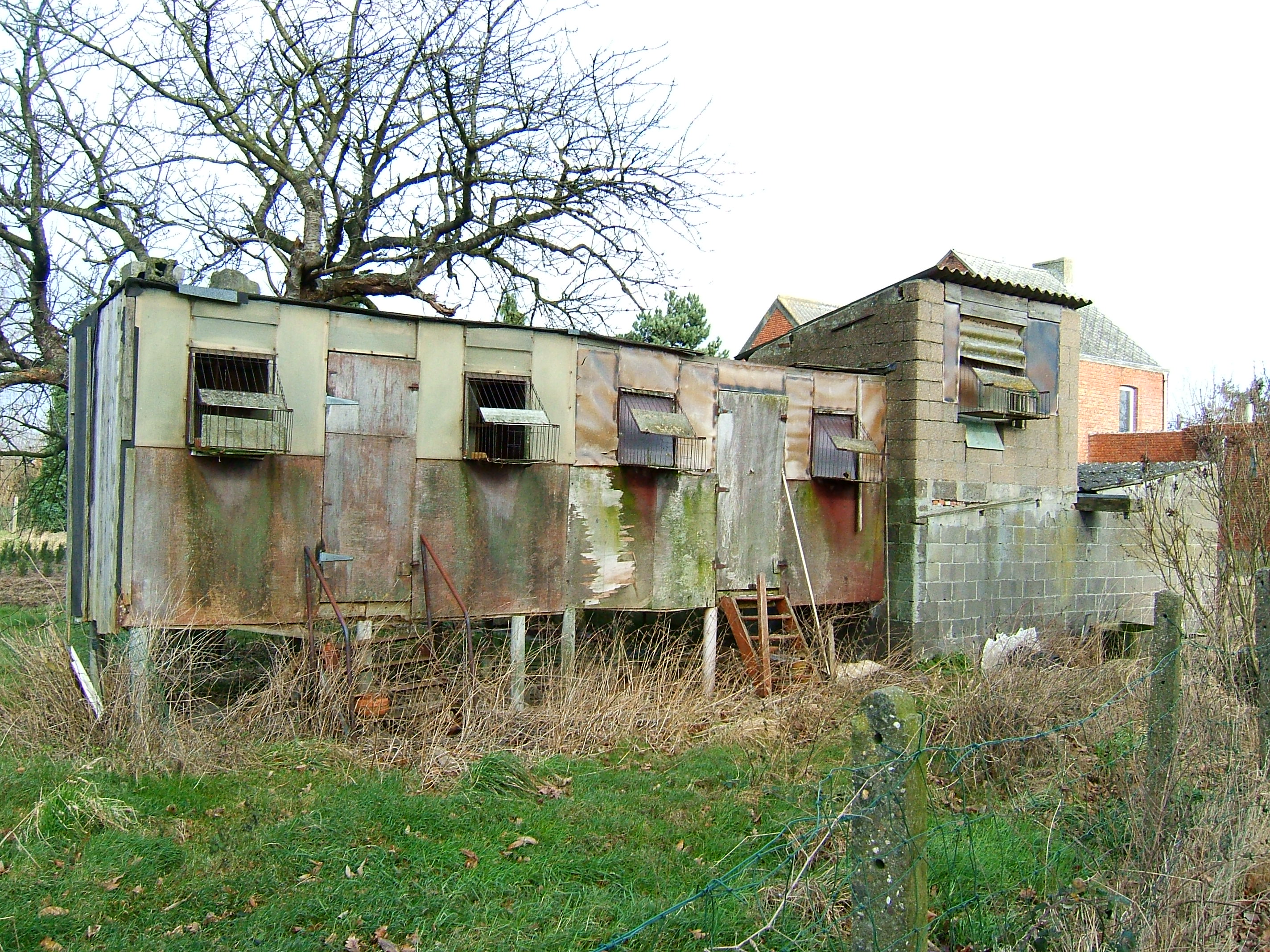
Зруйнований голуб'ятник у Земсті, Бельгія
Двоповерховий дерев'яний голубник (середина XX ст.) на Автозаводській вулиці, 25-Б, у Києві
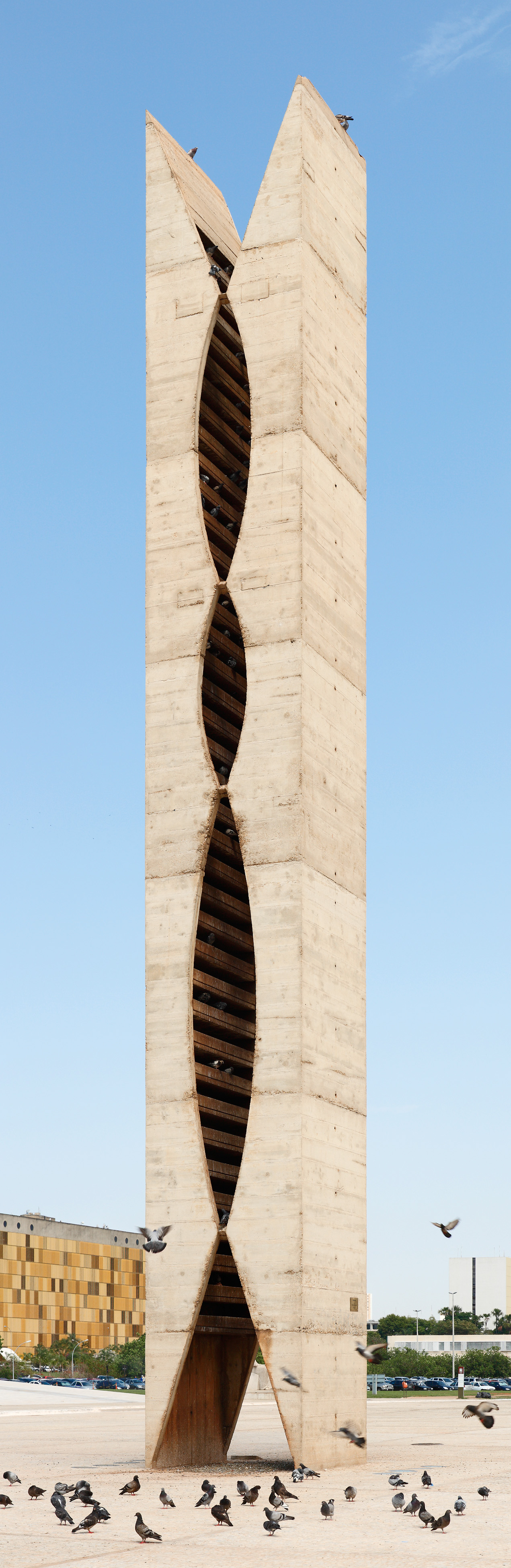
Сучасний голуб'ятник, розроблений Оскаром Німеєром, розташований на Praça dos Três Poderes у Бразилії